# 2024년 4월 8일 일식
2024년 4월 8일 일식, 혹은 북아메리카 대일식(Great North American Eclipse)은 2024년 4월 8일에 일어나는 달이 지구와 태양 사이를 지나면서 태양을 완전히 가리는 개기일식이다. 개기일식은 달의 시직경이 태양의 시직경보다 커서 태양을 다 가릴 수 있을 때 일어난다. 개기일식은 지구 표면의 매우 좁은 지역에서만 관측 가능하며, 대부분의 다른 지역에서는 부분일식으로 관측된다.
2024년 4월 7일 일요일 근지점 통과 하루 후 일어나는 개기일식으로 이 날은 달의 겉보기 지름이 평균보다 약 5.5% 커진다. 식분은 1.0566으로 멕시코 두랑고주 나사스 마을 근처와 그로부터 북쪽으로 약 6 km 떨어진 토레온 도시에서 개기월식을 가장 긴 시간이 4분 28.13초동안 볼 수 있다.
이번 개기일식은 캐나다에서는 1979년 2월 26일 이후 처음으로, 멕시코에서는 1991년 7월 11일 이후 최초로, 미국에서는 2017년 8월 21일 이후 처음으로 관측하는 개기일식이다. 또한 21세기 들어 멕시코, 미국, 캐나다에서 한꺼번에 볼 수 있는 마지막 개기일식이다. 또한 이번 개기일식이 지나면 미국 본토에서는 2044년 8월 23일이 되어야 볼 수 있다.
2024년 마지막 개기일식은 10월 2일에 일어날 예정이다.

## 경로

2024년 4월 8일 개기일식의 경로를 보이는 애니메이션

개기일식을 관측할 수 있는 지역은 태평양 중부 마르키즈 제도 인근서부터 시작해서 370 km를 횡단하다 북아메리카 태평양 연안에서 멕시코, 미국, 캐나다를 지난 후 동북쪽으로 올라가 대서양 한가운데에서 끝난다.

### 오세아니아
이번 일식은 하와이, 키리바시 동부(피닉스 제도 동부와 라인 제도 전역), 토켈라우, 아메리칸사모아 최서단을 제외한 지역, 쿡 제도, 프랑스령 폴리네시아, 핏케언 제도에서 부분일식으로 관측할 수 있다. 모두 경도 180도 동쪽에 있지만 키리바시와 토켈라우의 경우는 각각 UTC+13:00와 UTC+14:00 시간대를 쓰는 지역이라 실제로 일식을 관측하는 날이 2024년 4월 9일 화요일이다.

## 관련 일식
이번 일식은 2017년 8월 21일 일식의 개기일식 경로와 일치하며, 두 경로의 교차점은 미국 일리노이주 남부 카본데일 바로 남쪽에 있는 머칸더이다. 또한 일리노이주 벤턴, 카본데일, 체스터, 해리스버그, 매리언, 메트로폴리스, 미주리주 케이프지라도, 퍼밍턴, 페리빌, 켄터키주 퍼듀카 등 23,000 km2 지역은 2017년과 2024년의 개기일식을 모두 볼 수 있는 교차 지점이다.

### 2024년 일식/월식
- 2024년 3월 25일 월식
- 2024년 4월 8일 개기일식
- 2024년 9월 18일 월식
- 2024년 10월 2일 일식

## 갤러리

### 개기일식

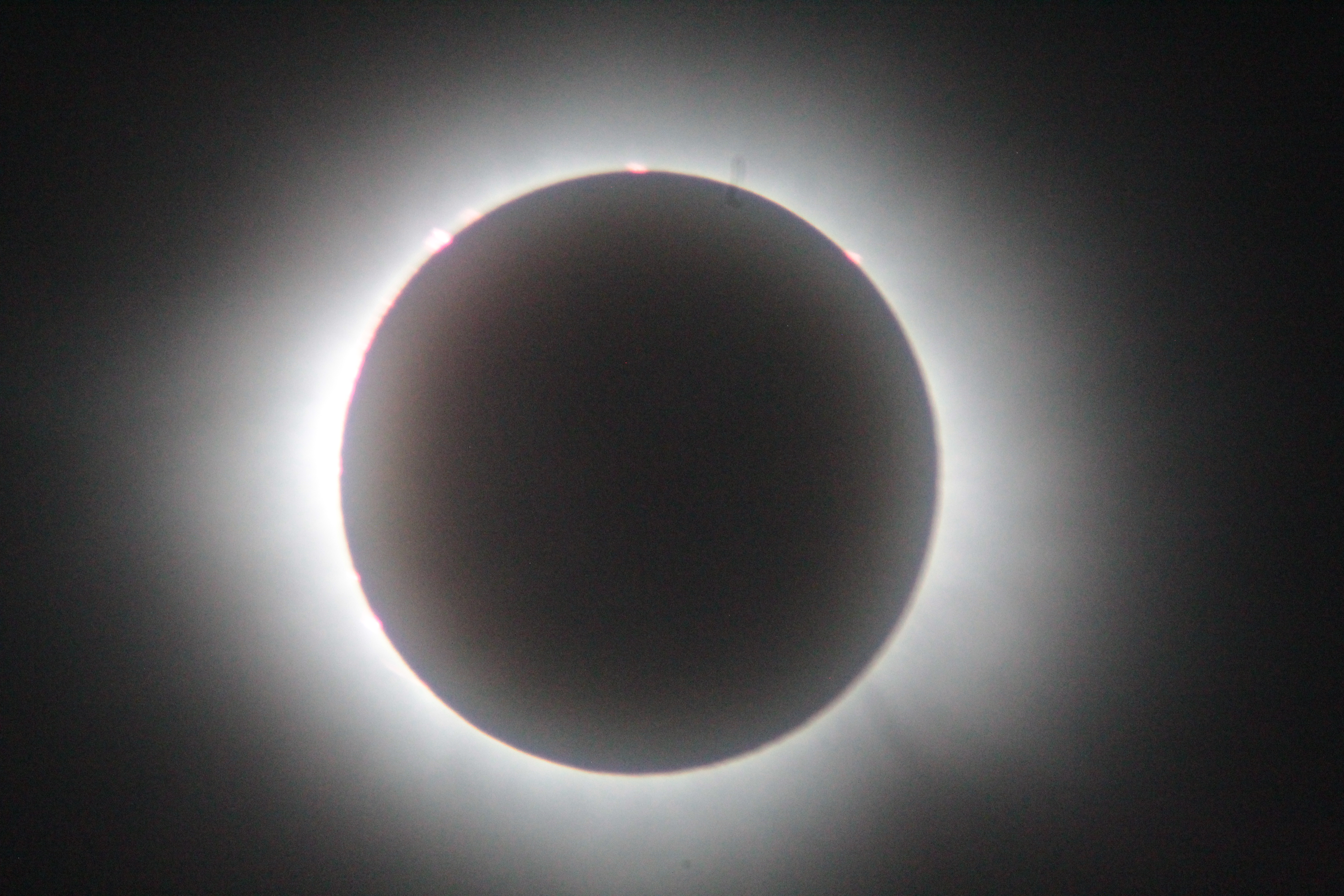
멕시코 시날로아 마사틀란에서 관측한 개기일식
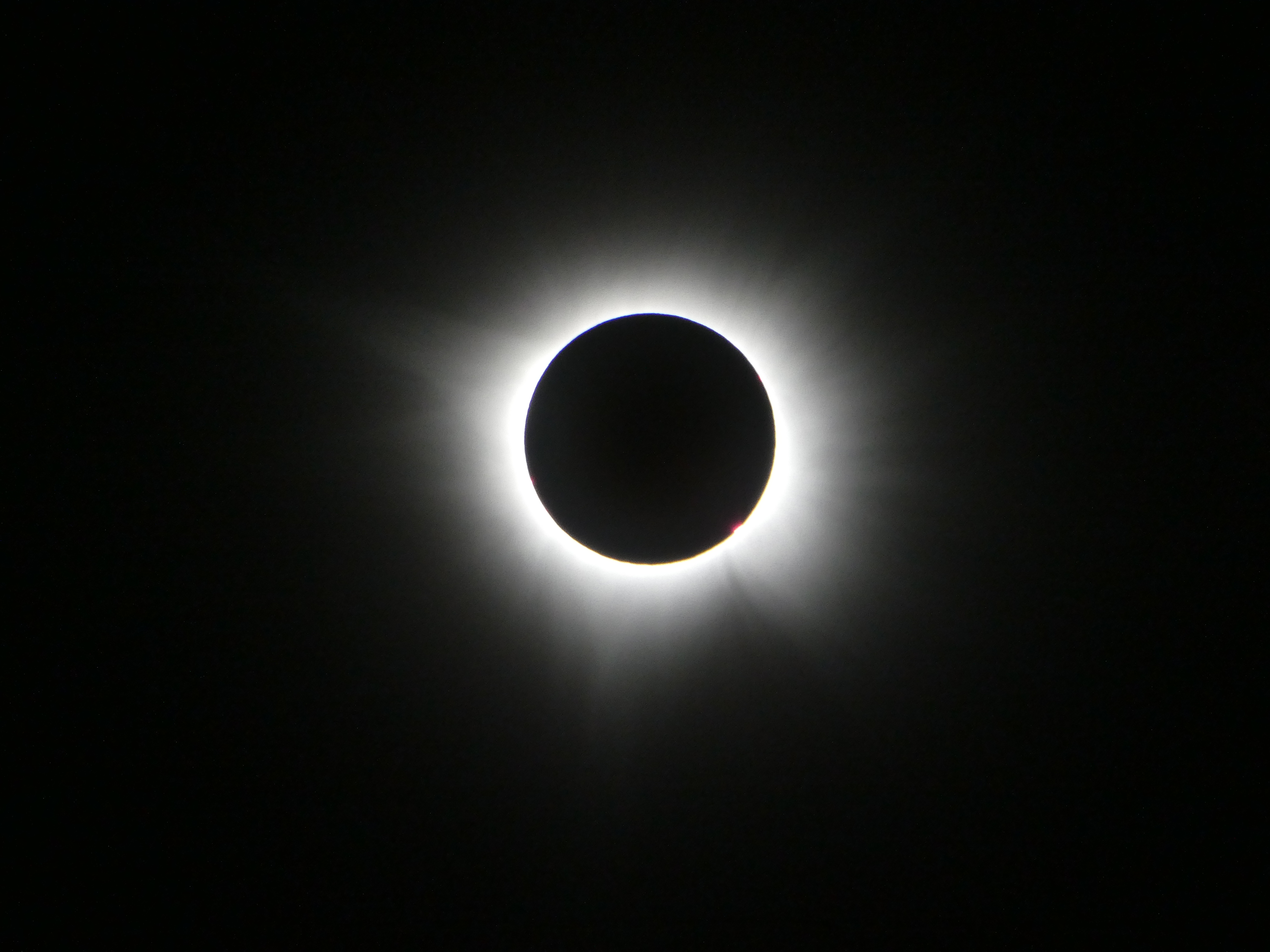
멕시코 두랑고 빅토리아데두랑고에서 관측한 개기일식
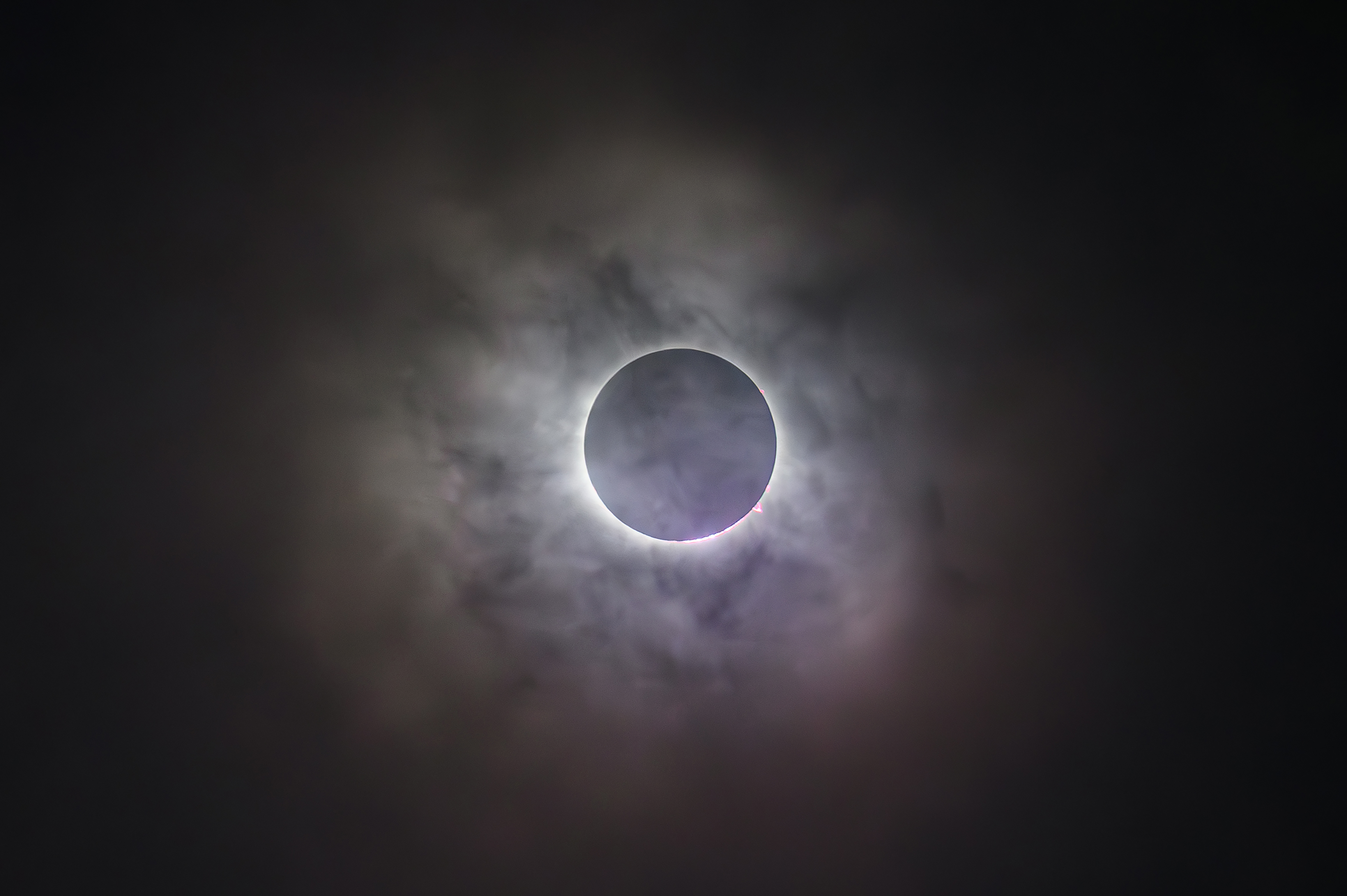
멕시코 비에스카에서 관측한 개기일식
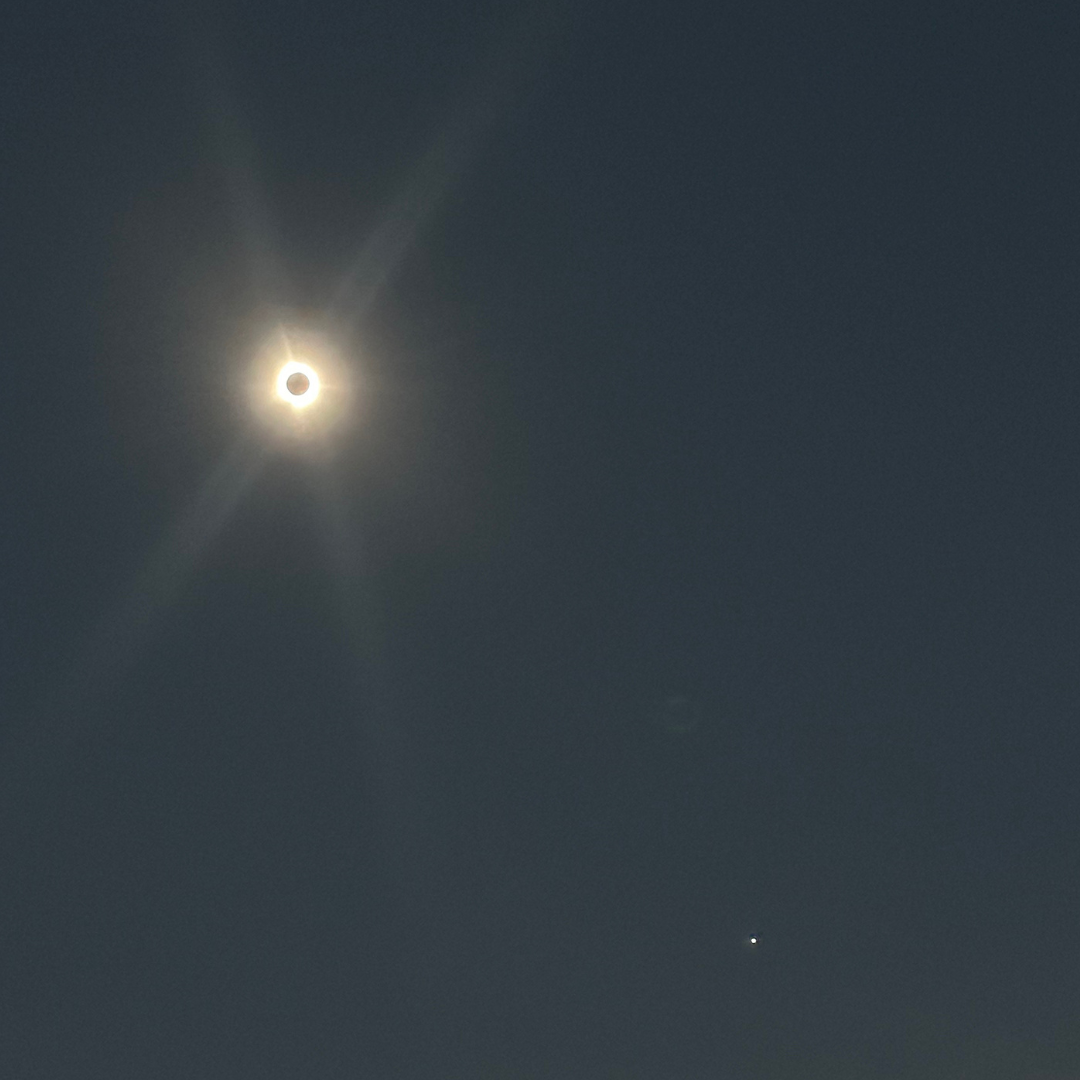
미국 아칸소주 비올라에서 관측한 개기일식과 금성
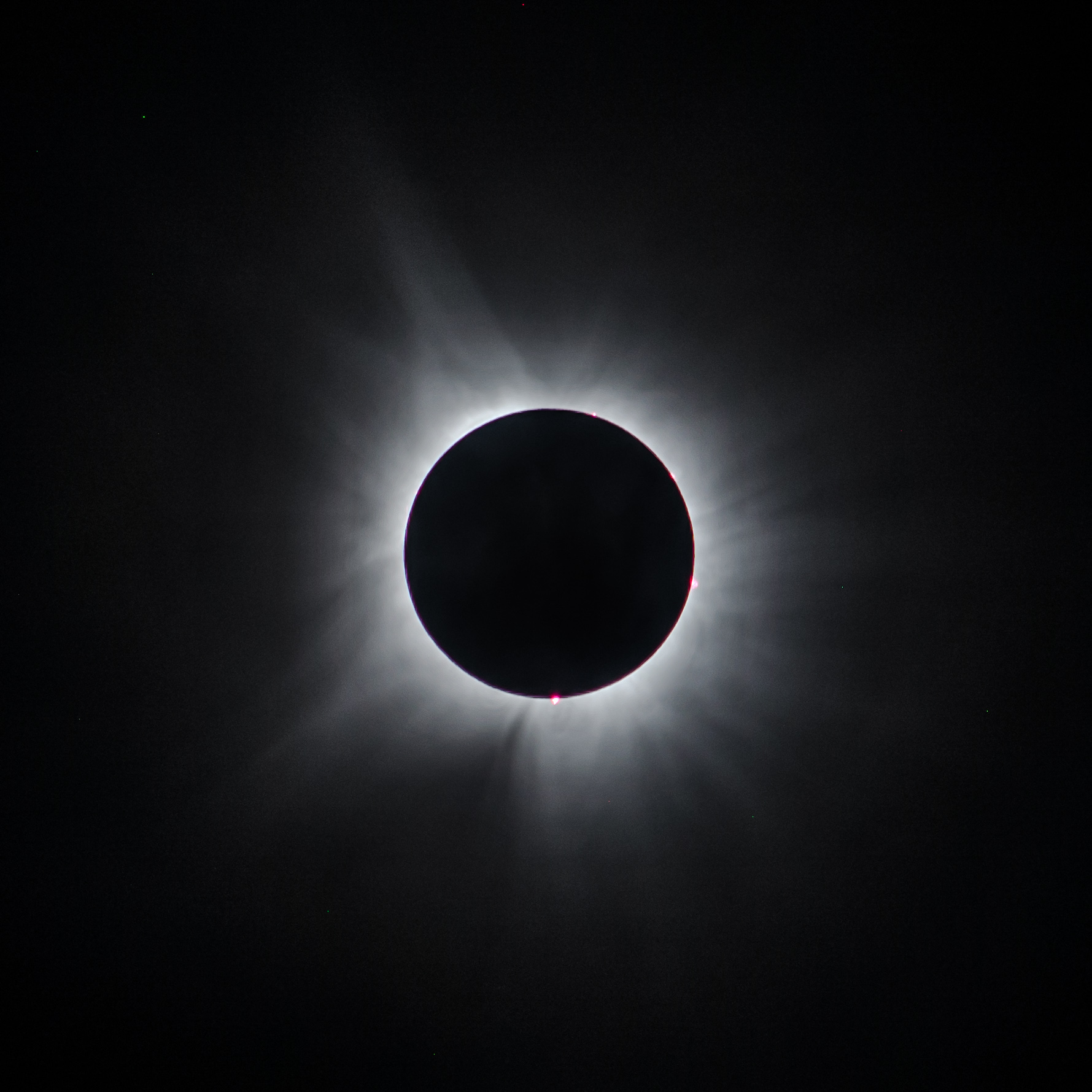
미국 아칸소주 러셀빌에서 관측한 개기일식
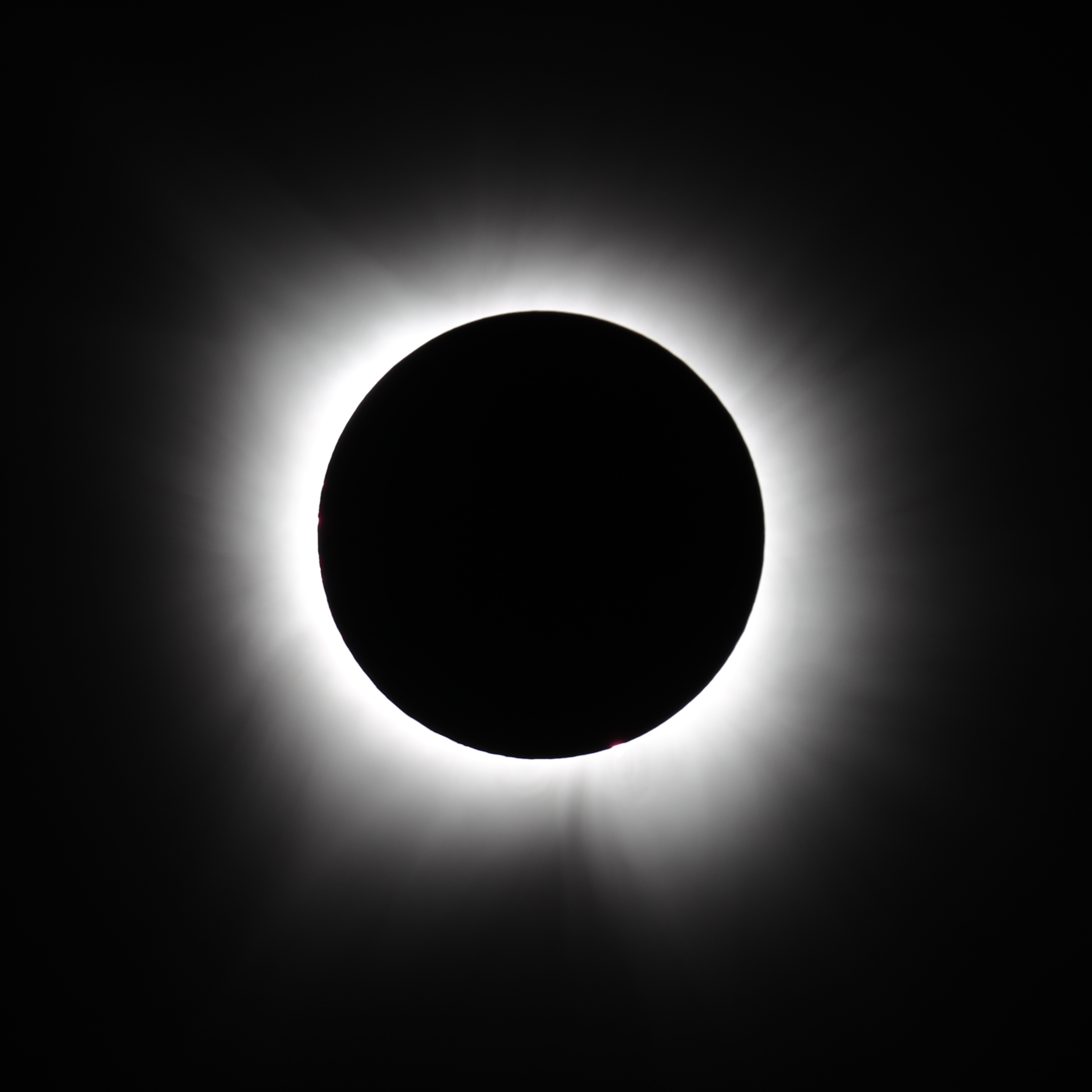
미국 아칸소주 핫스프랑스에서 관측한 개기일식
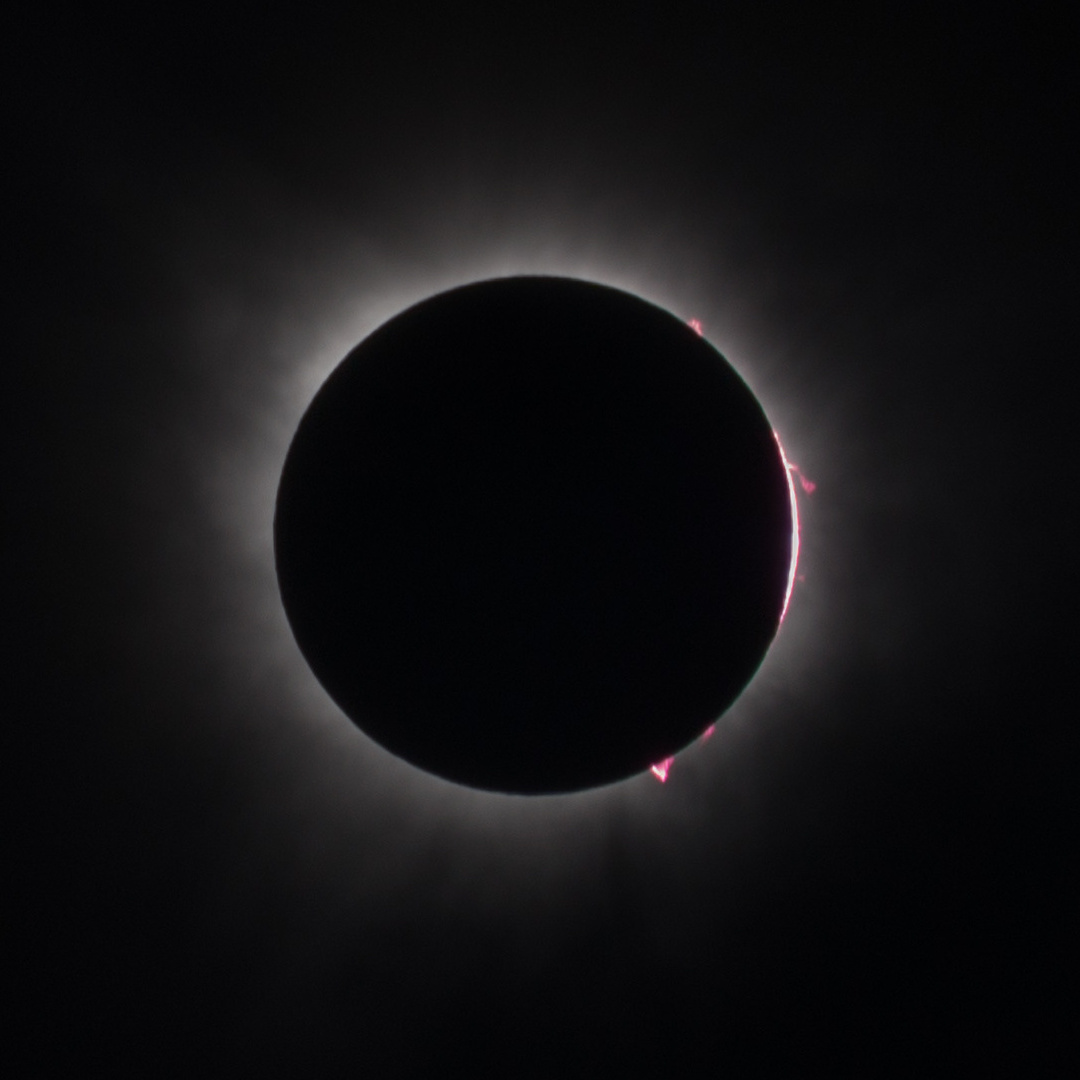
미국 텍사스주 플레이노에서 관측한 개기일식
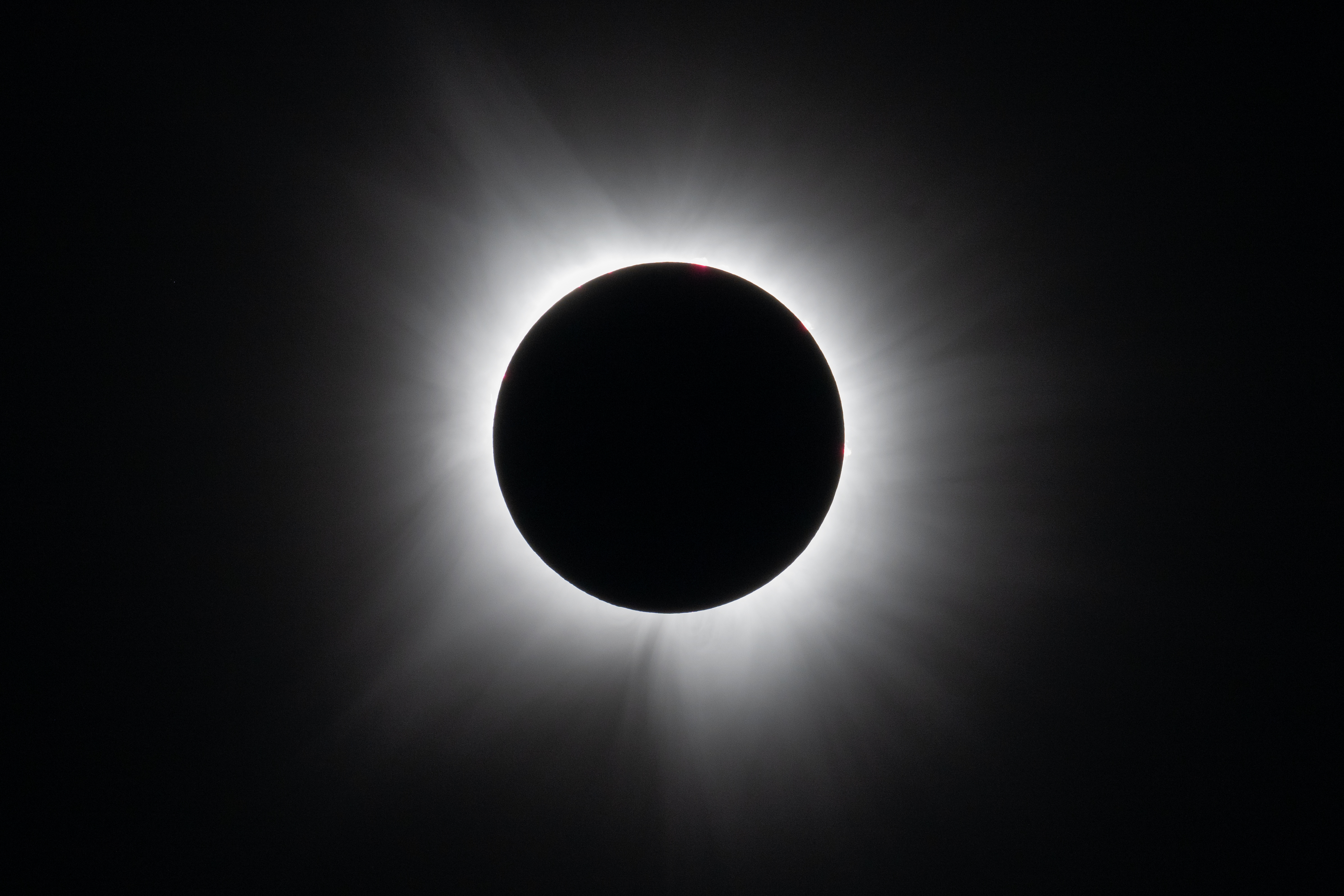
미국 텍사스주 댈러스에서 관측한 개기일식
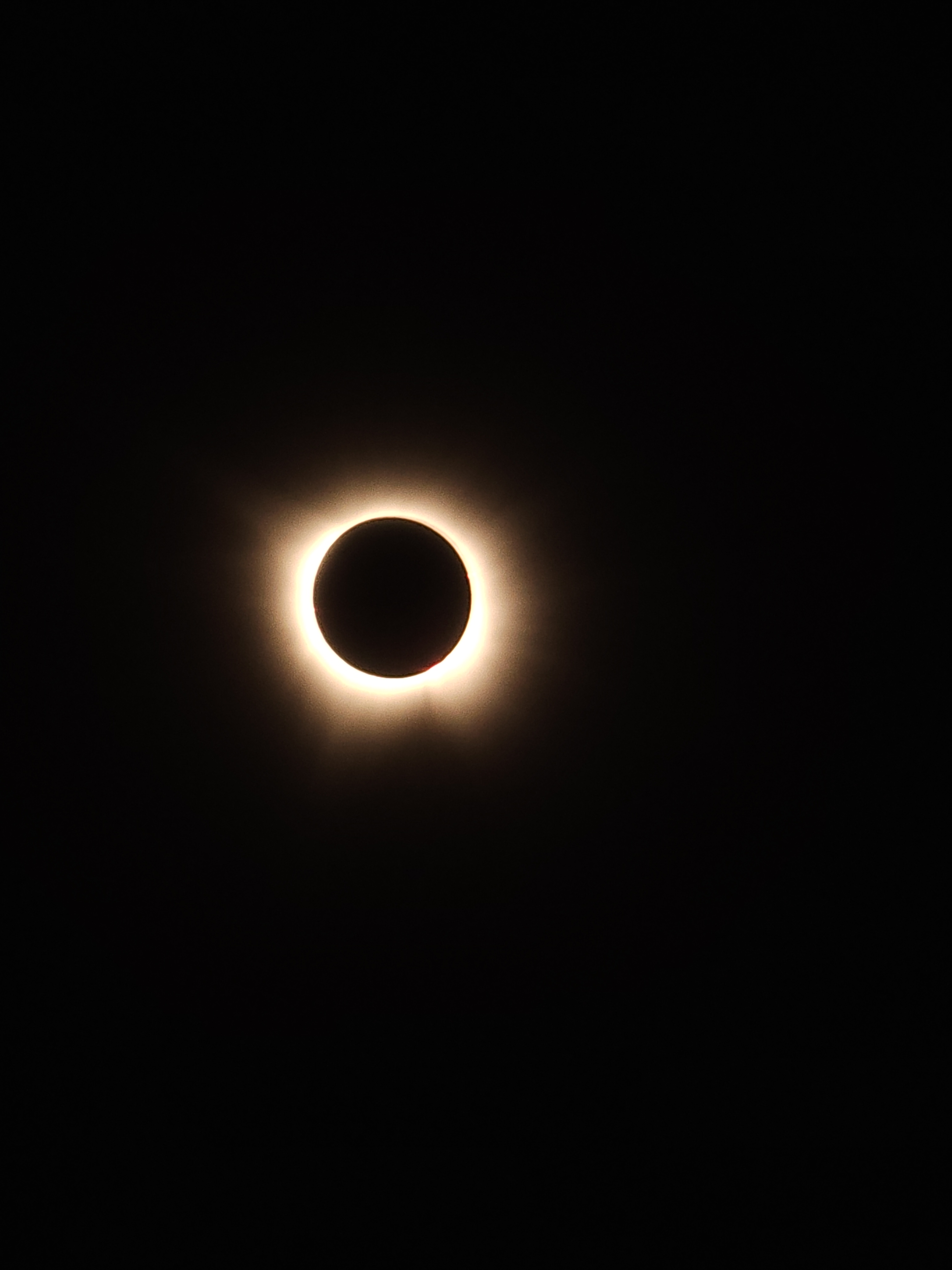
미국 텍사스주 오스틴에서 관측한 개기일식
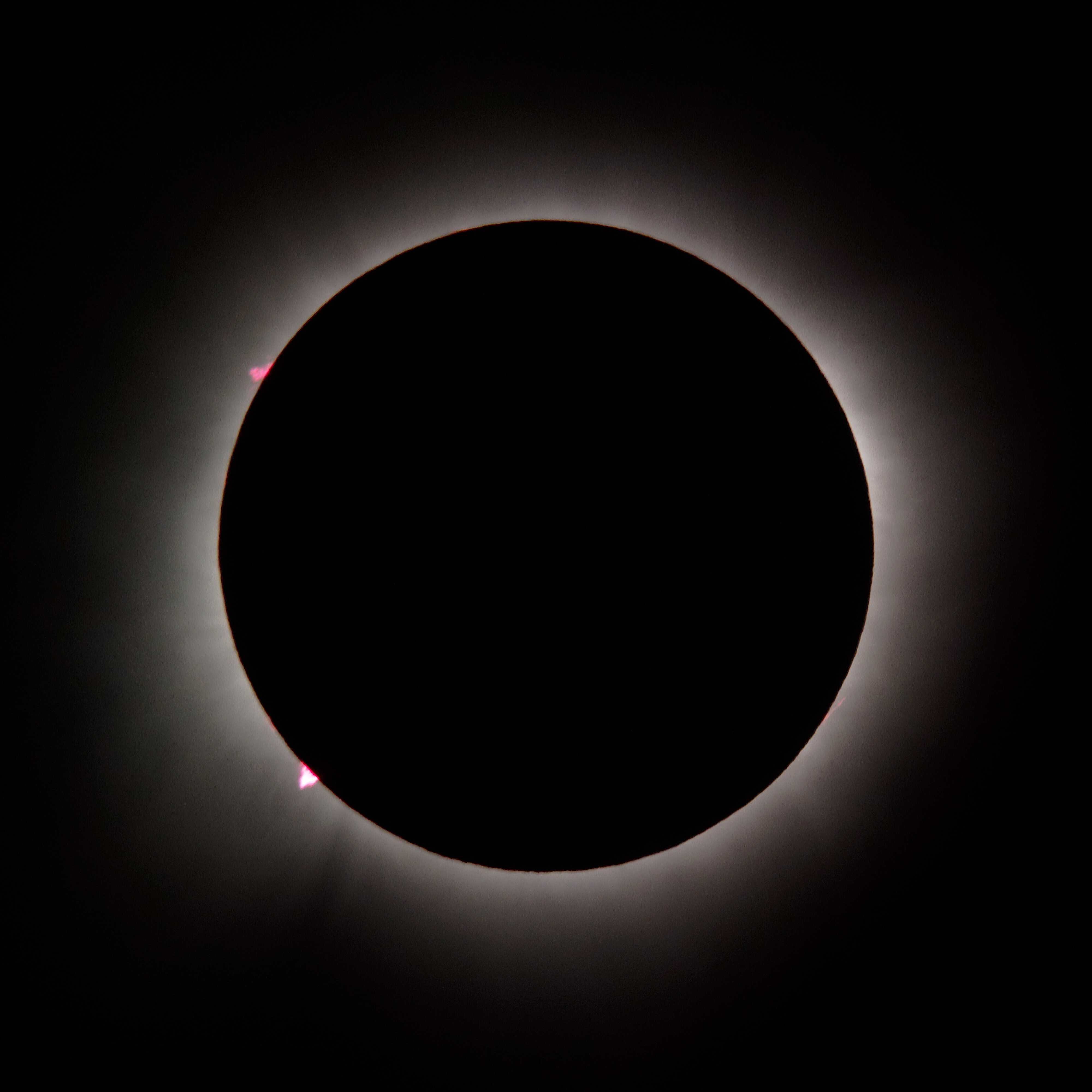
미국 텍사스주 애버트에서 관측한 개기일식
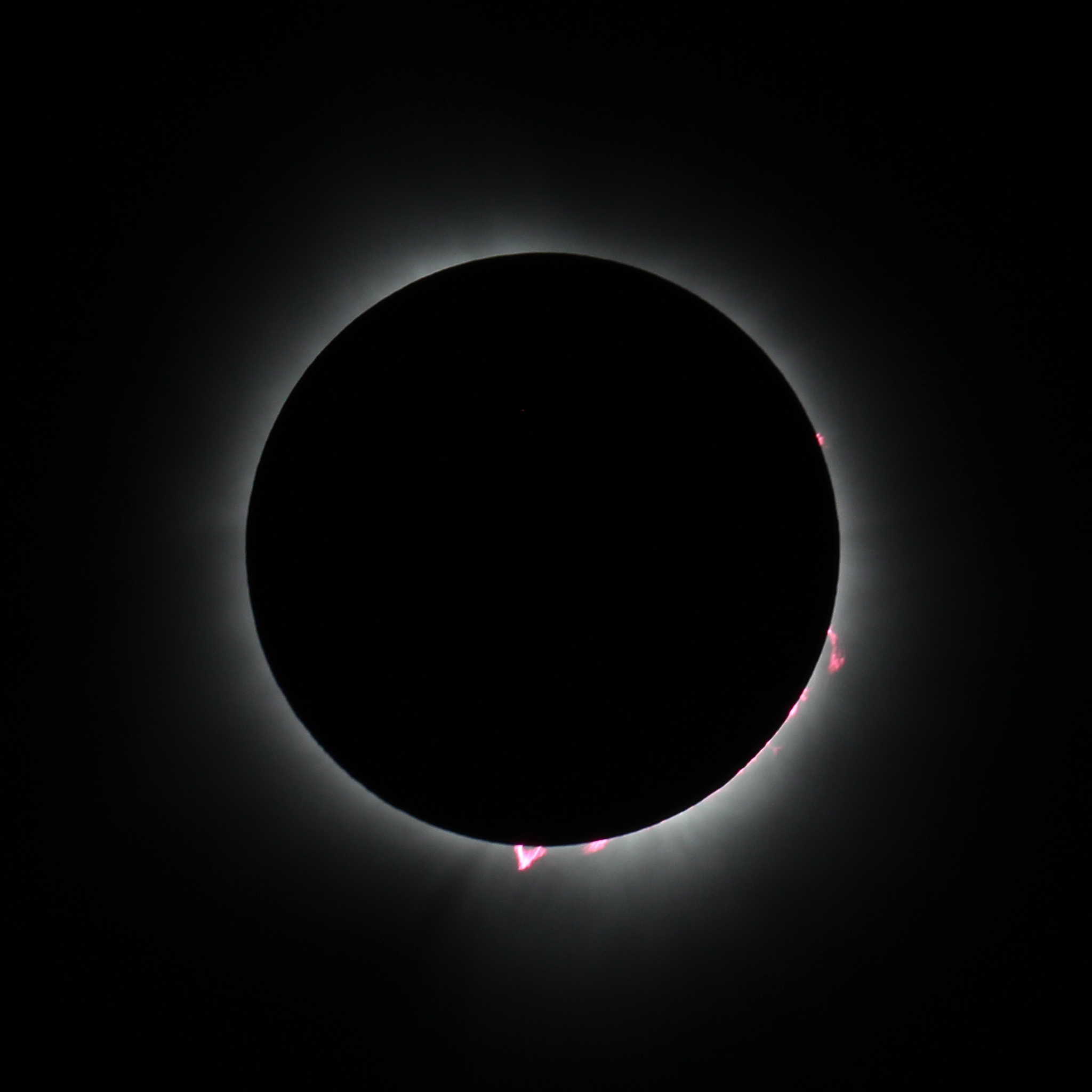
미국 인디애나주 인디애나폴리스에서 관측한 개기일식
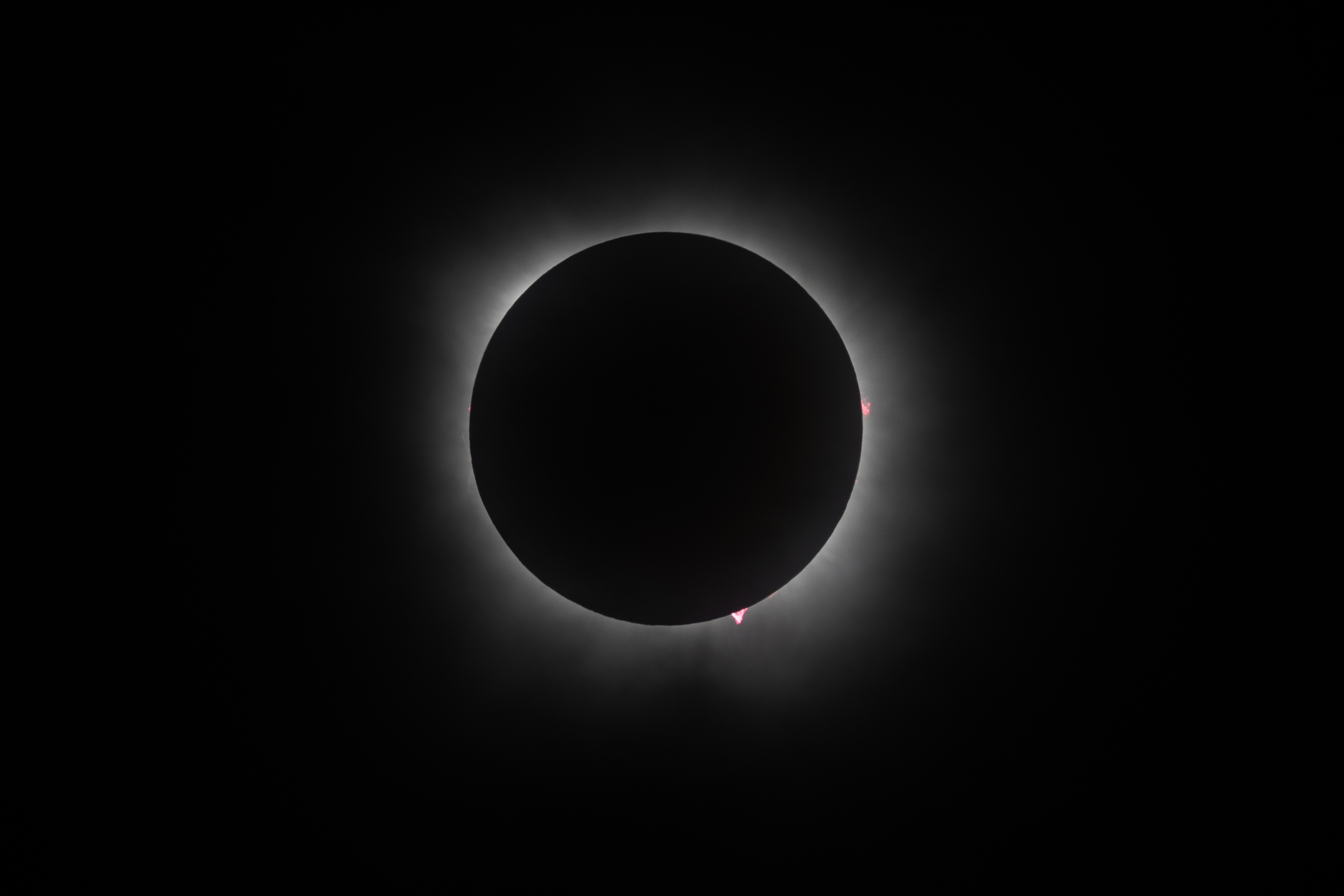
미국 펜실베이니아주 하버크릭에서 관측한 개기일식
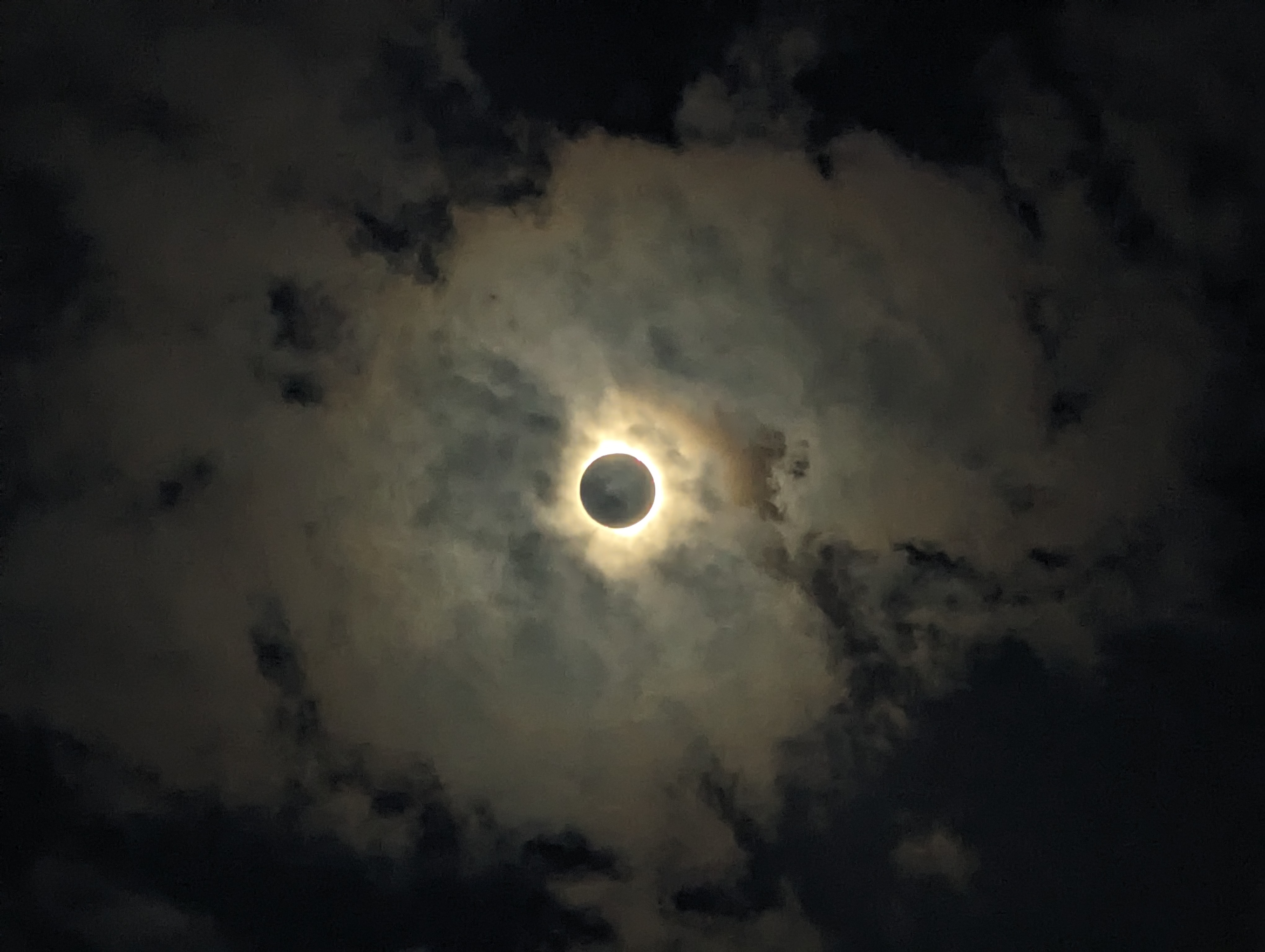
캐나다 온타리오주 제임스 N. 앨런 주립공원에서 관측한 개기일식
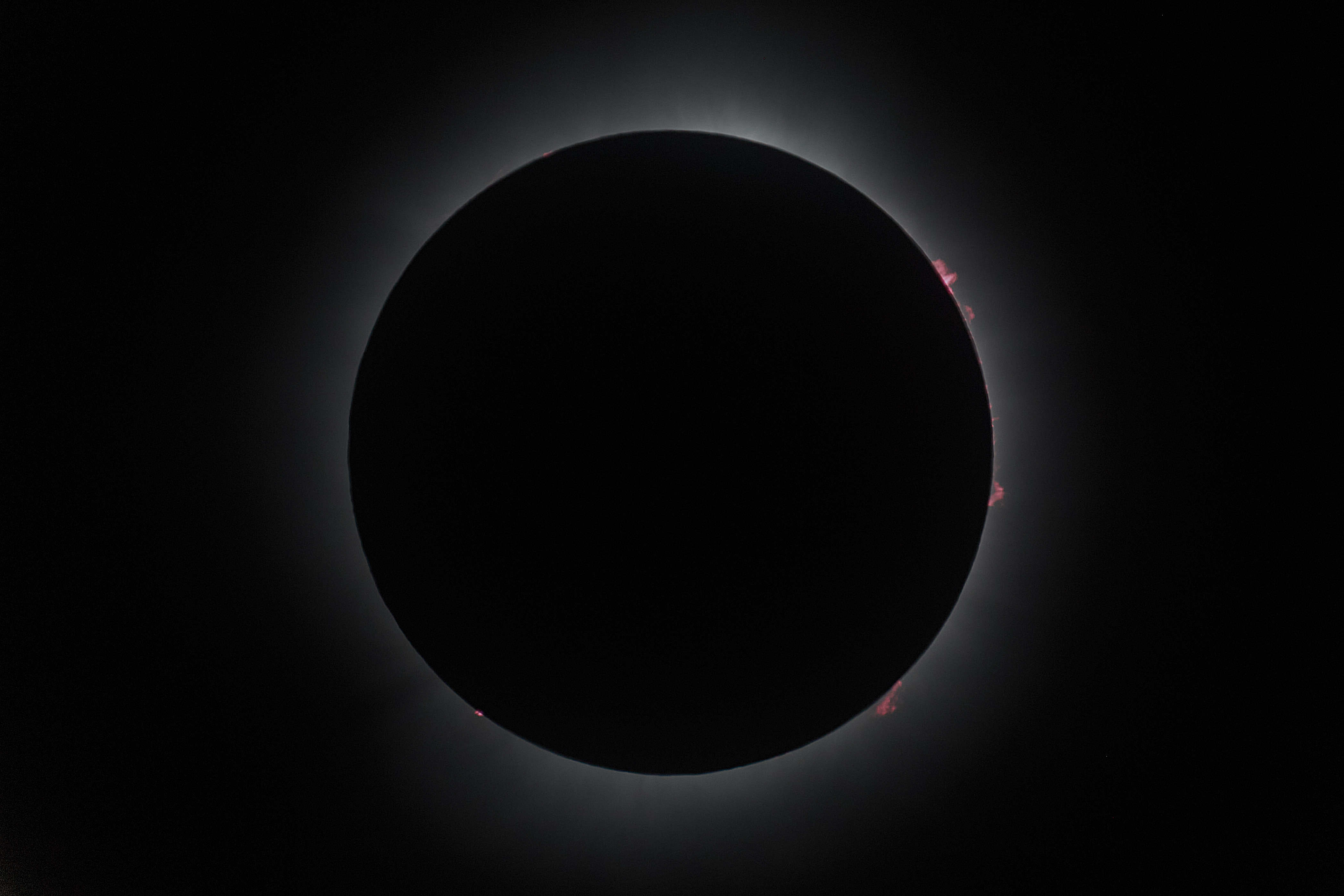
캐나다 온타리오주 론더 주립공원에서 관측한 개기일식
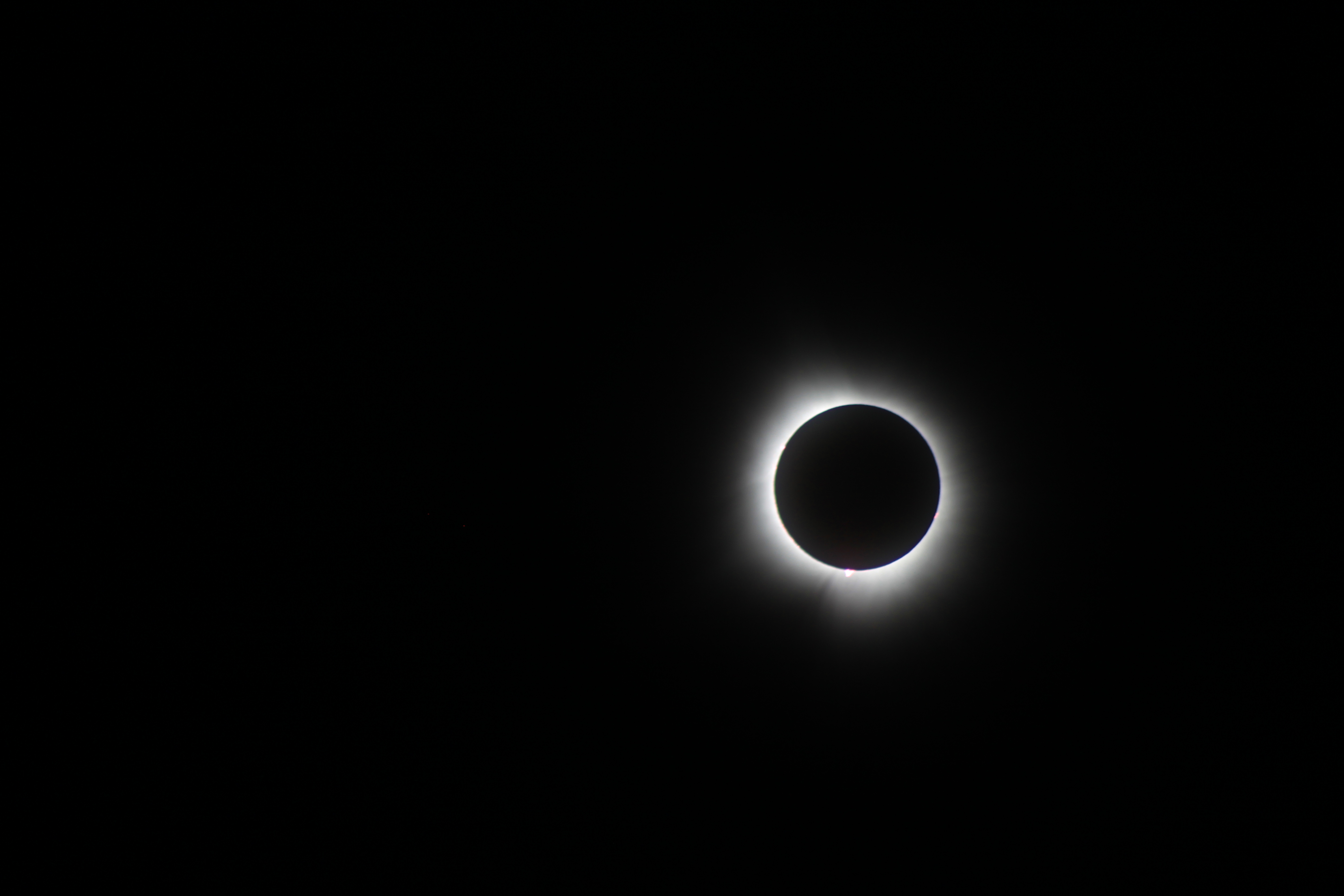
미국 버몬트주 패스턴에서 관측한 개기일식
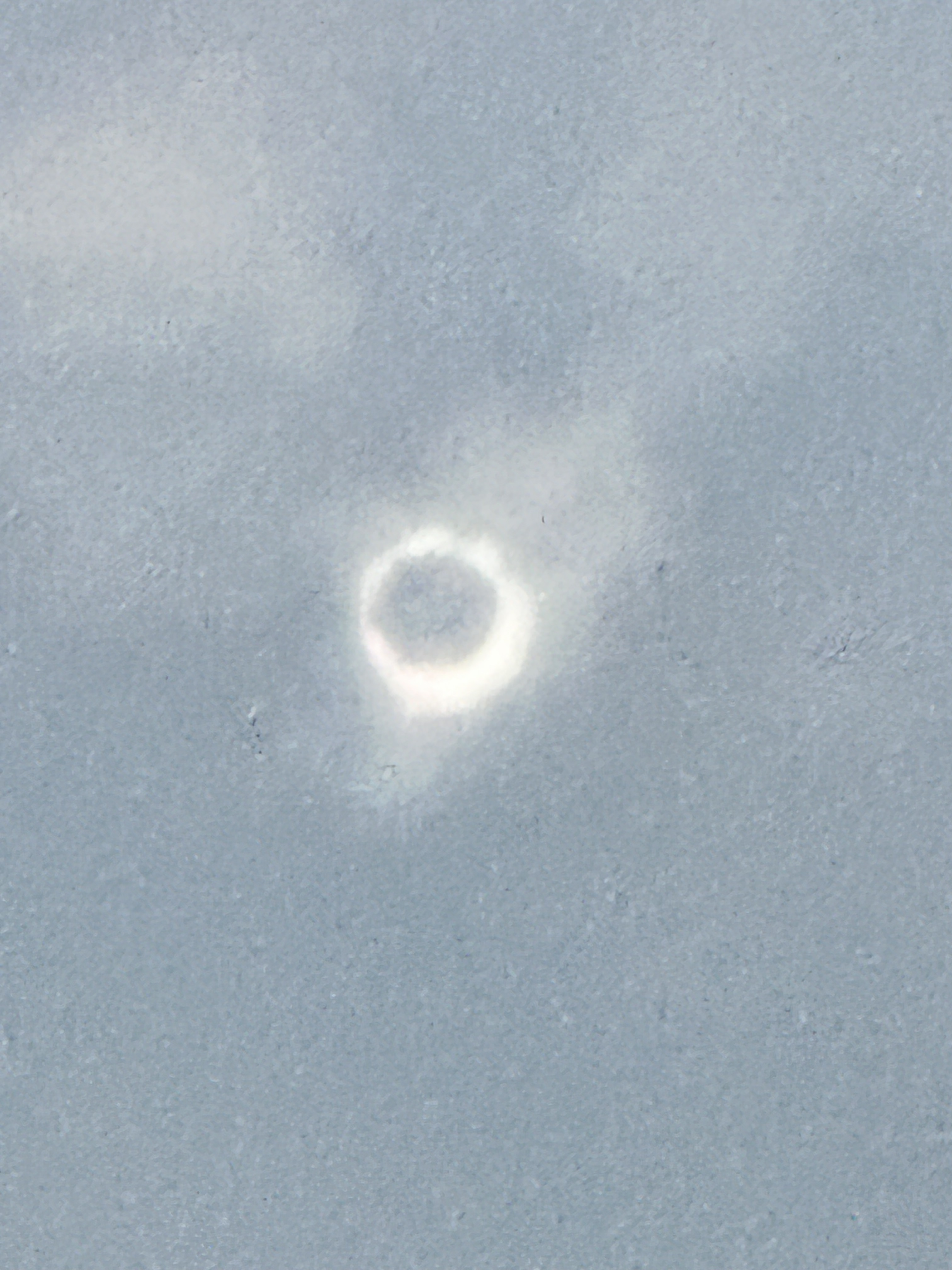
미국 뉴욕주 시러큐스에서 관측한 개기일식
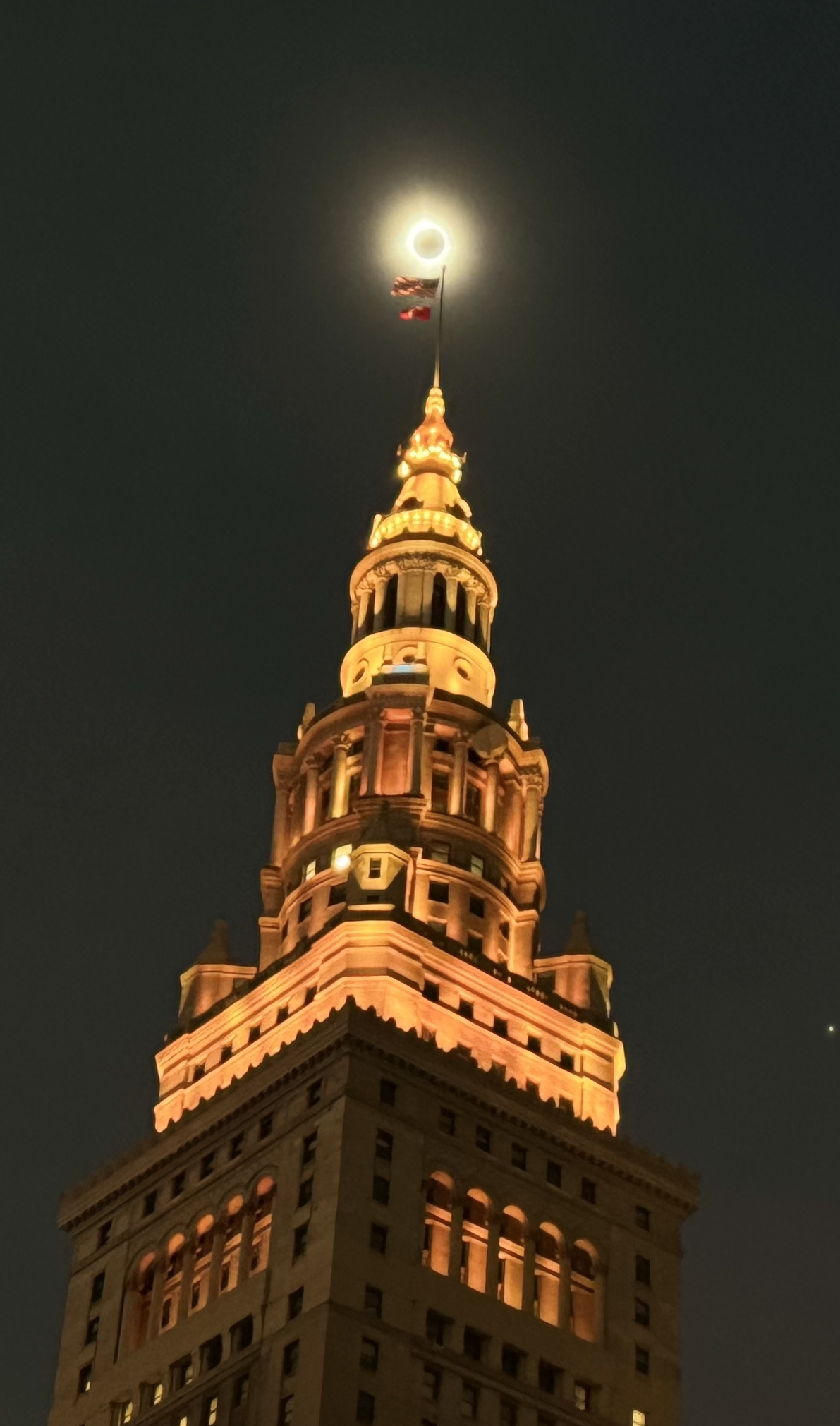
미국 오하이오주 클리블랜드에서 관측한 개기일식
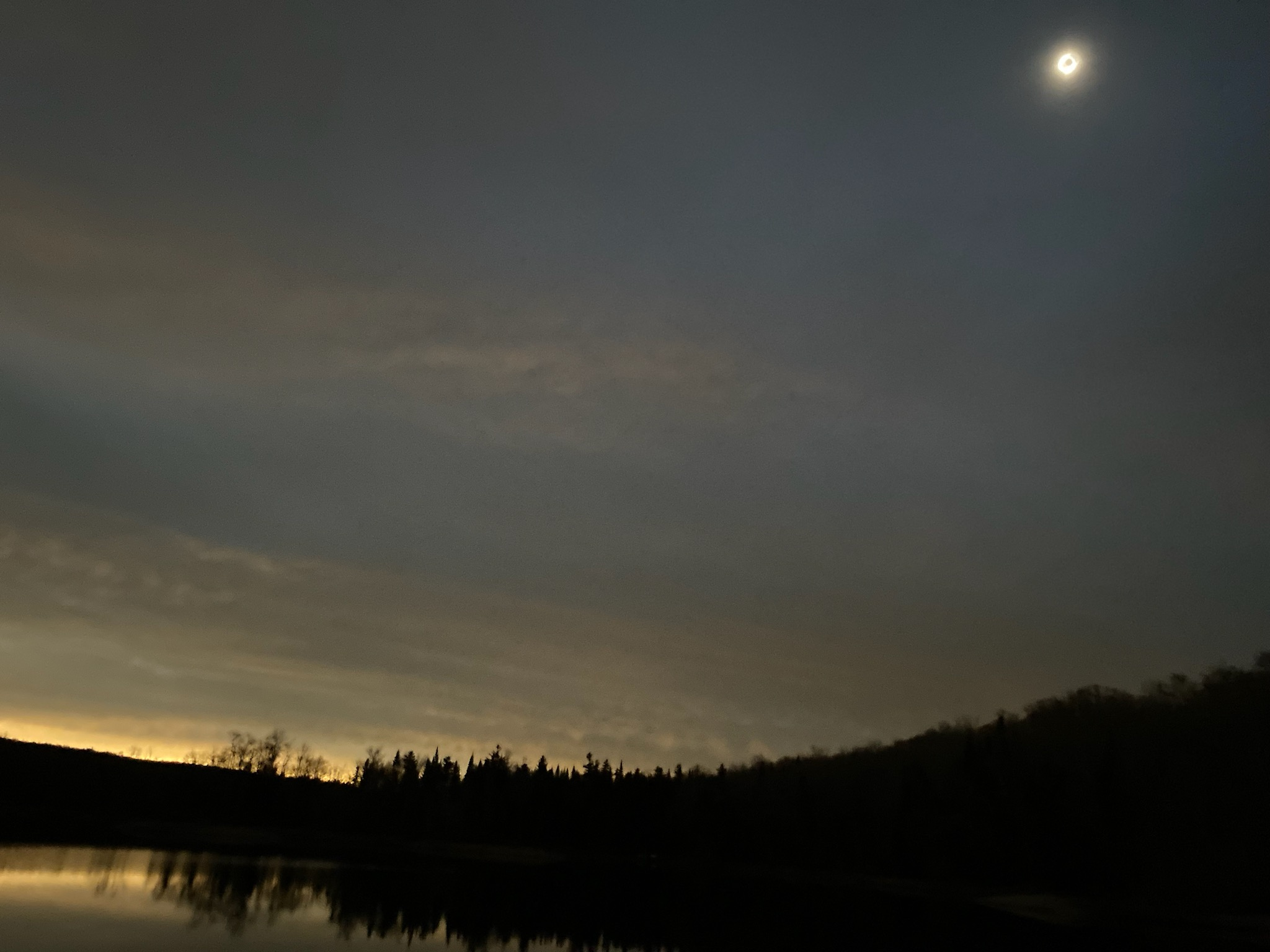
미국 뉴욕주 스틸워터 저수지에서 관측한 개기일식

### 부분일식

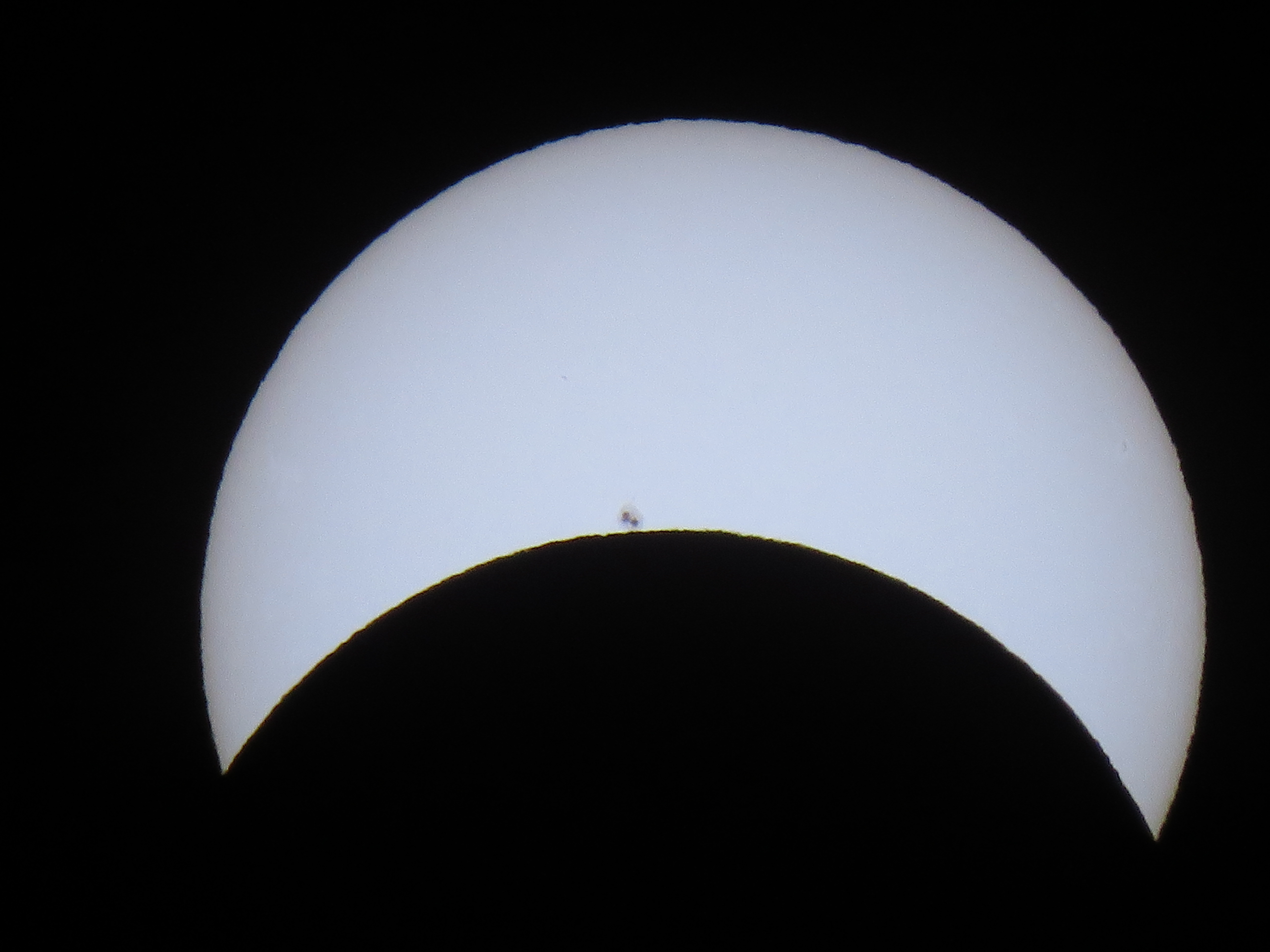
미국 캘리포니아주 샌타애나에서 관측한 부분일식
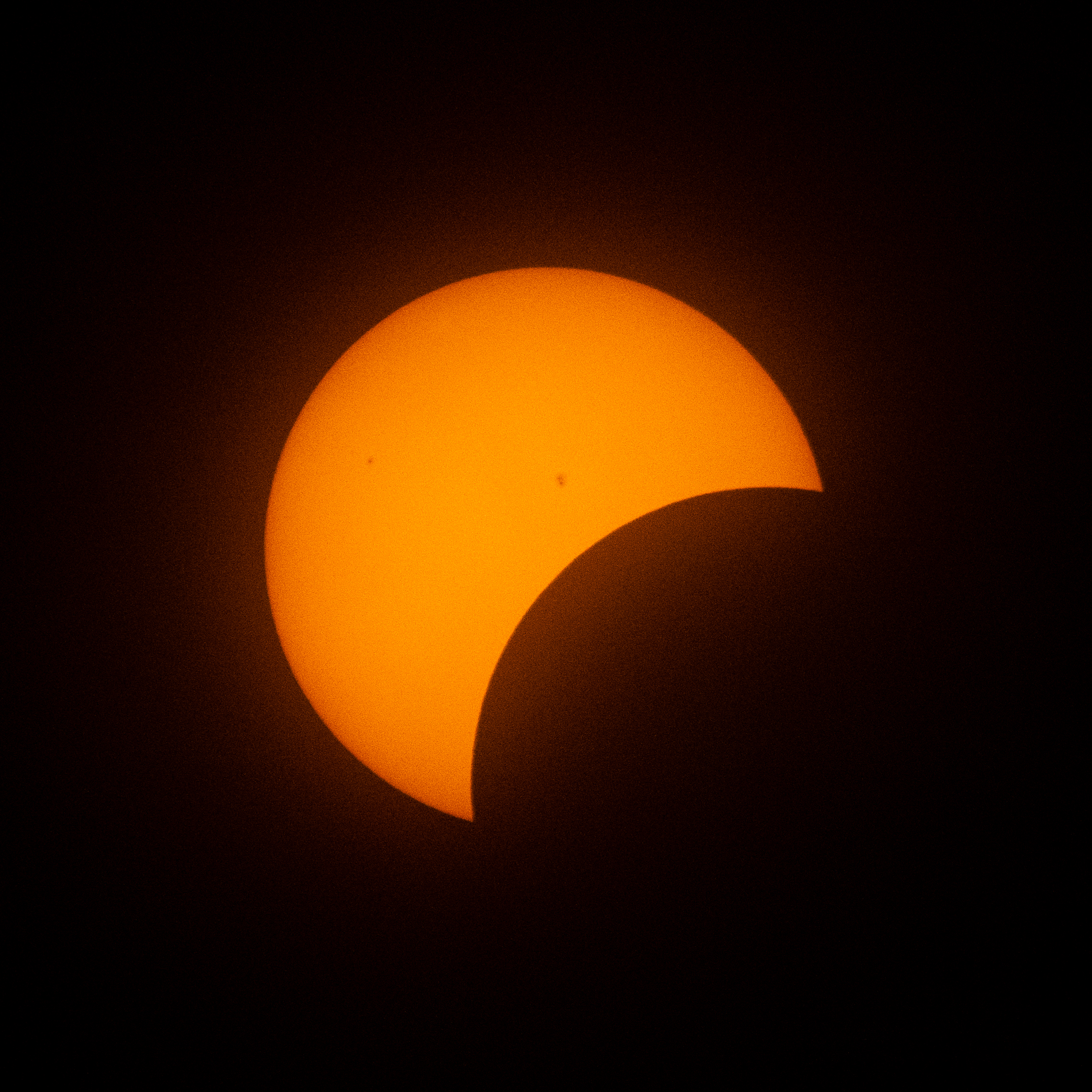
미국 인디애나주 인디애나폴리스에서 관측한 부분일식
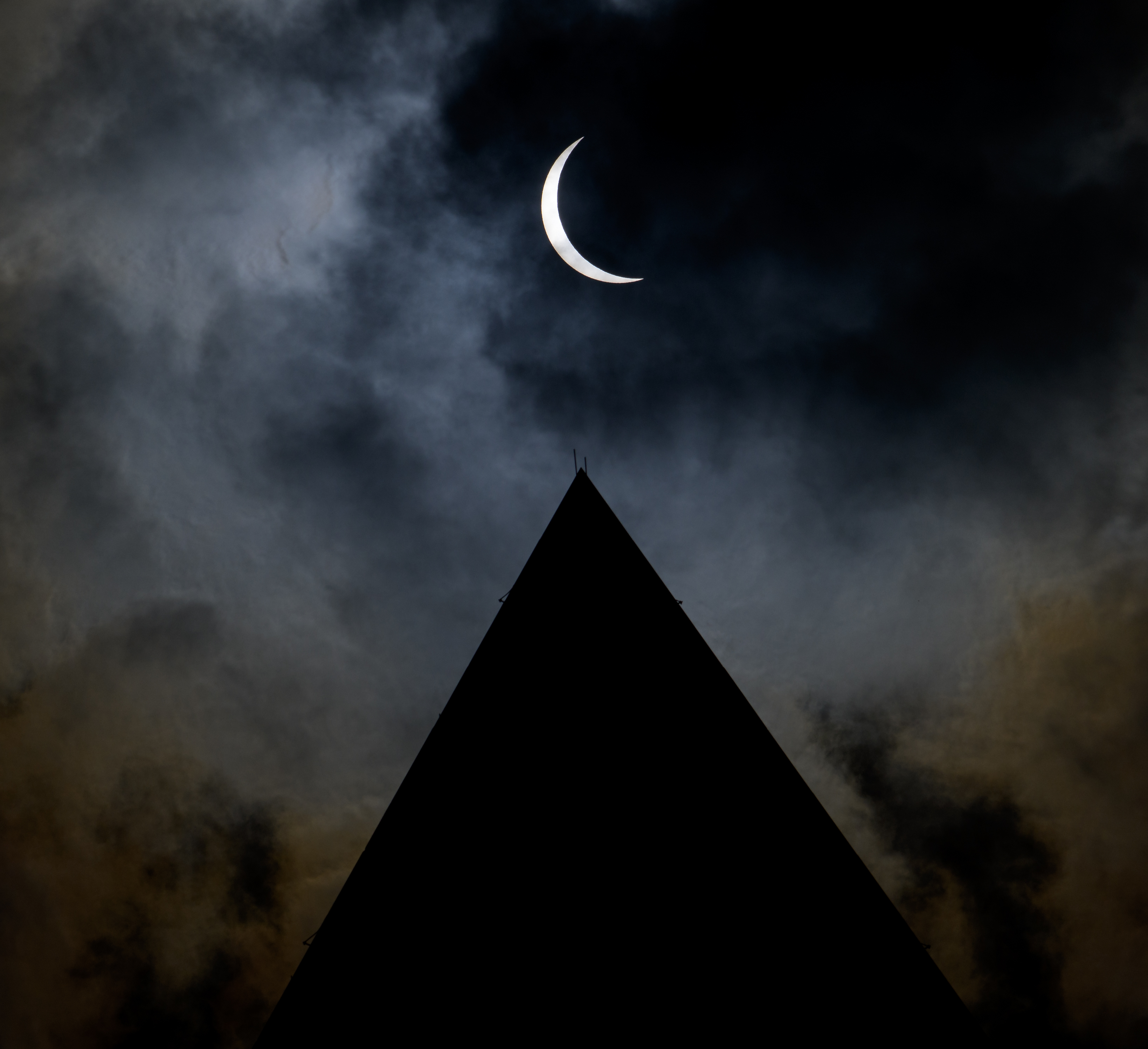
미국 워싱턴 D.C.에서 관측한 부분일식
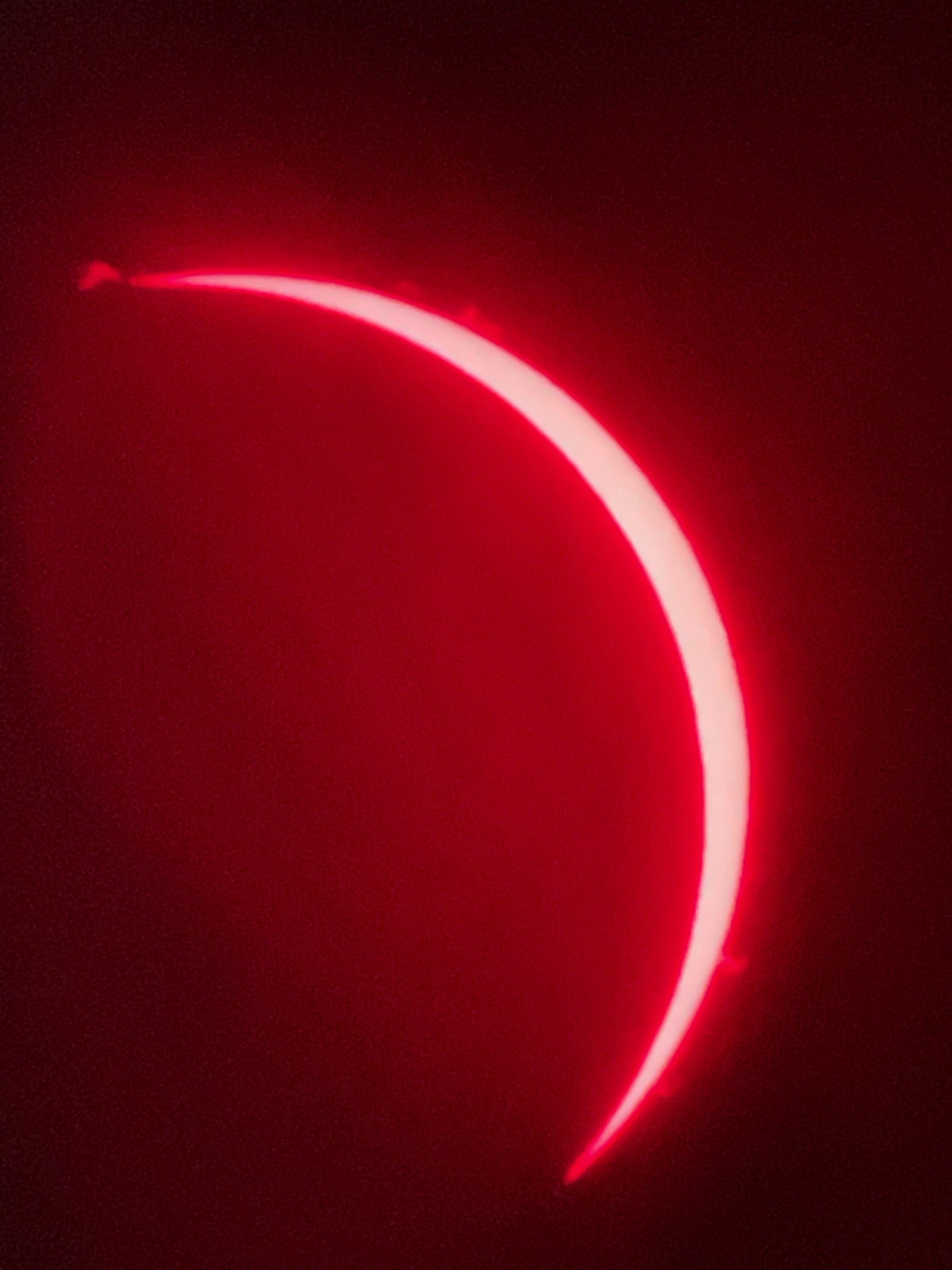
캐나다 온타리오주 샌트럴앨진에서 관측한 부분일식
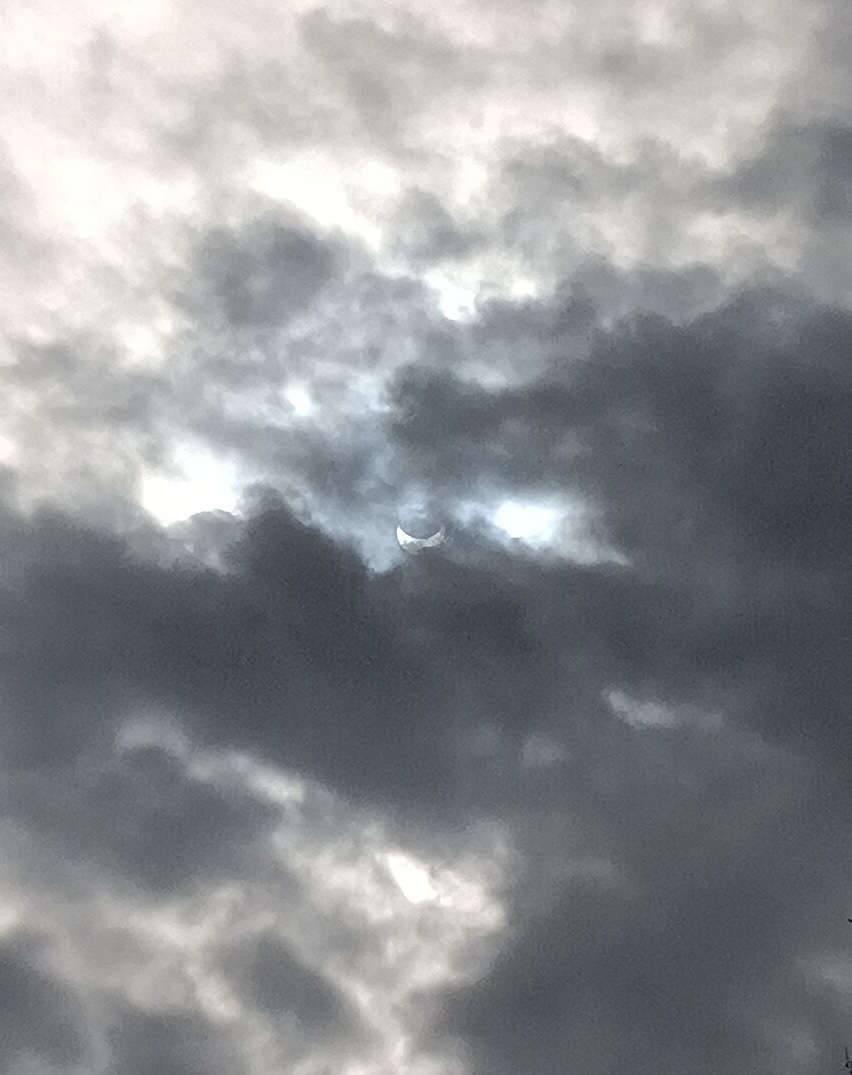
미국 뉴저지주 플레인필드에서 관측한 부분일식
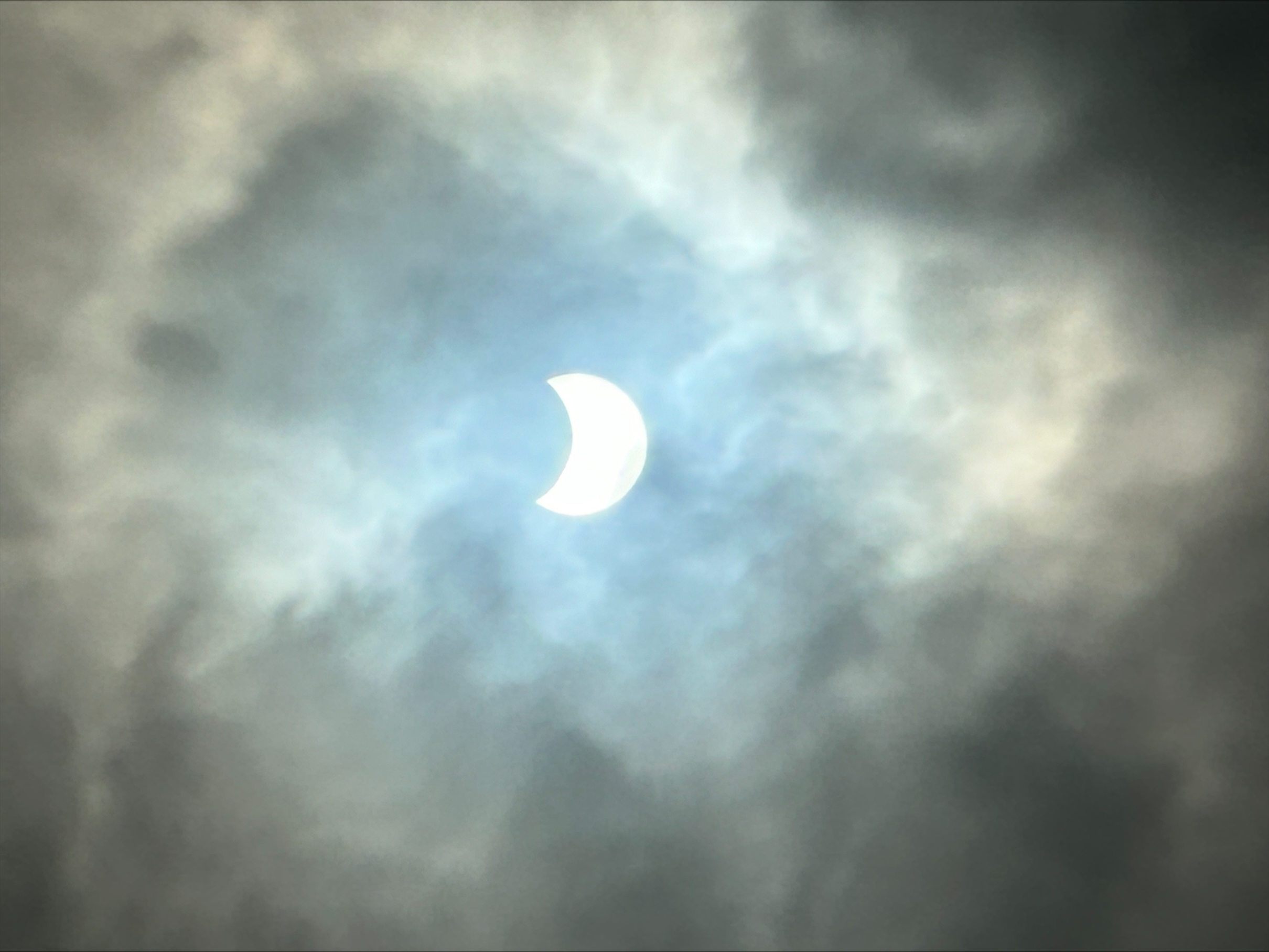
캐나다 매니토바주 위니펙에서 관측한 부분일식
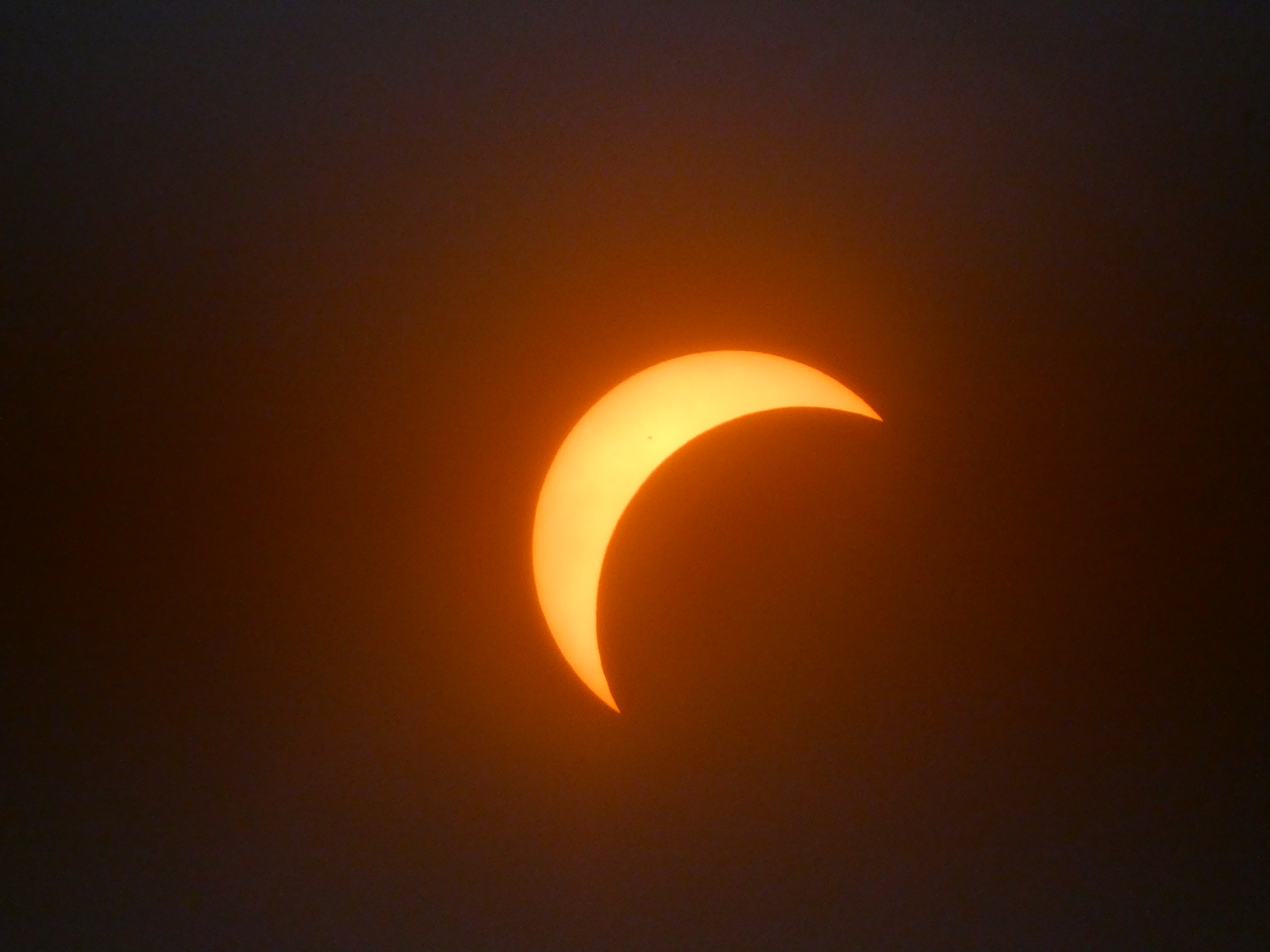
미국 델라웨어계곡에서 관측한 부분일식
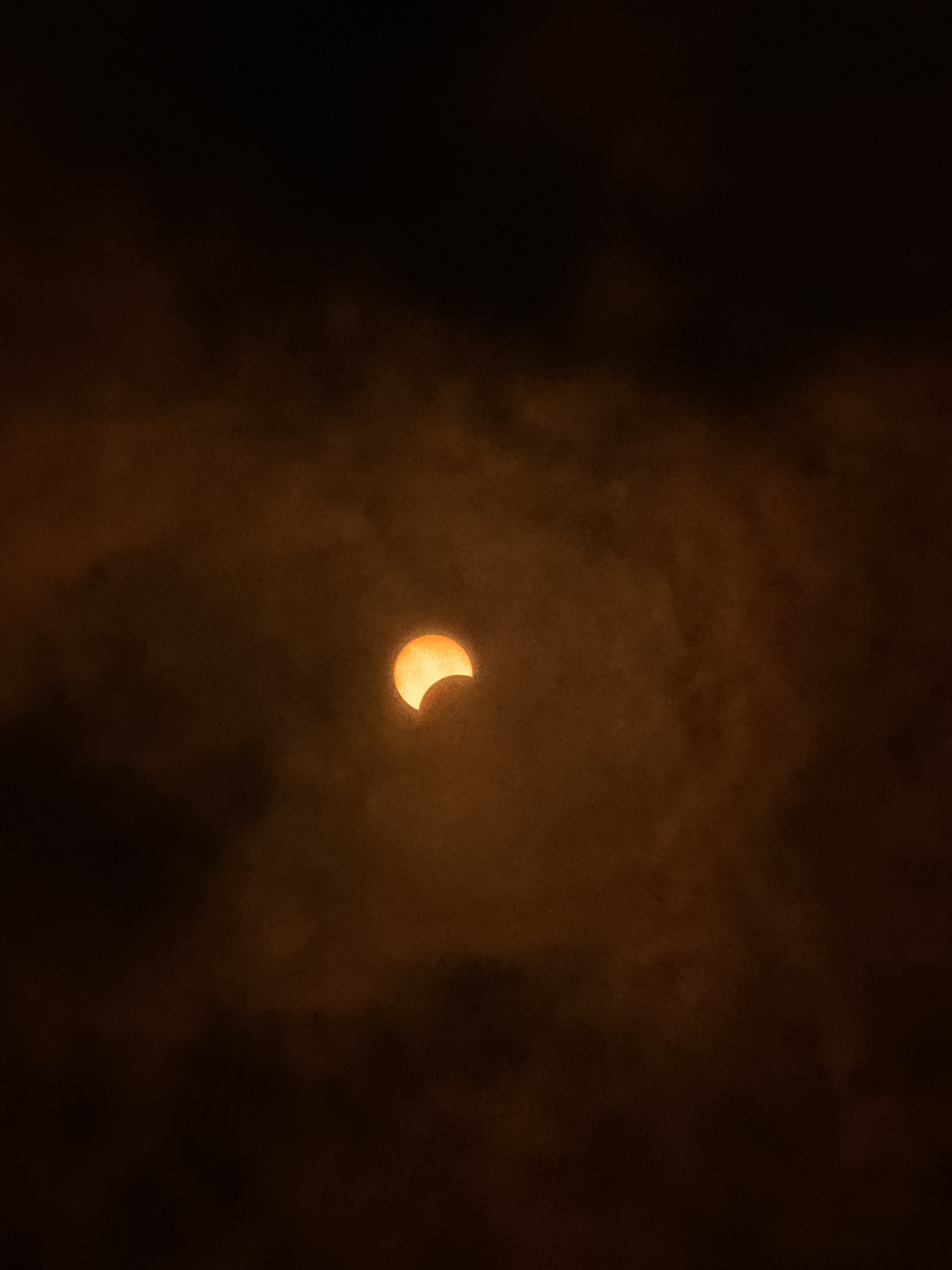
미국 펜실베이니아주 필라델피아에서 관측한 부분일식
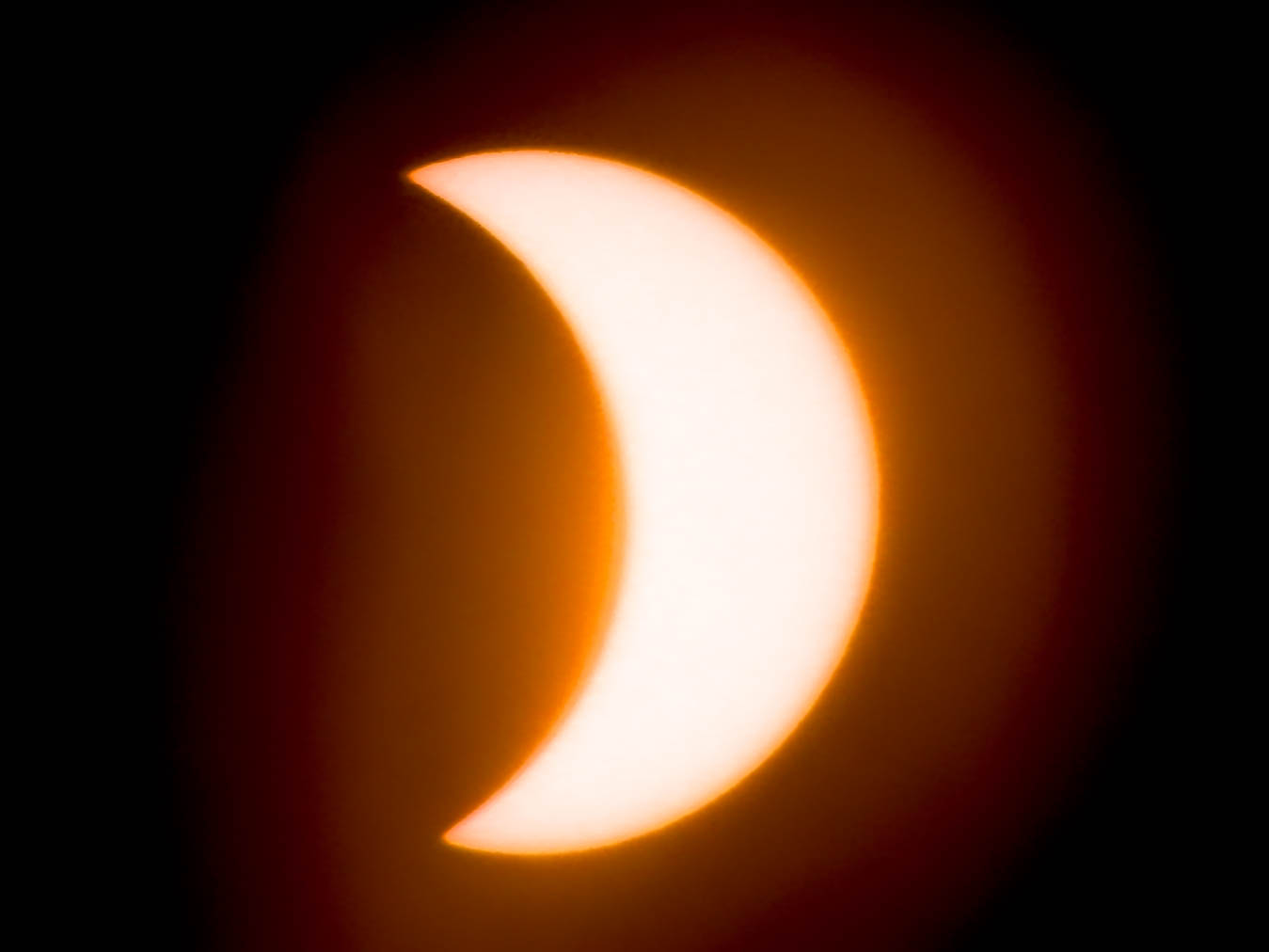
미국 미시간주 마켓에서 관측한 부분일식
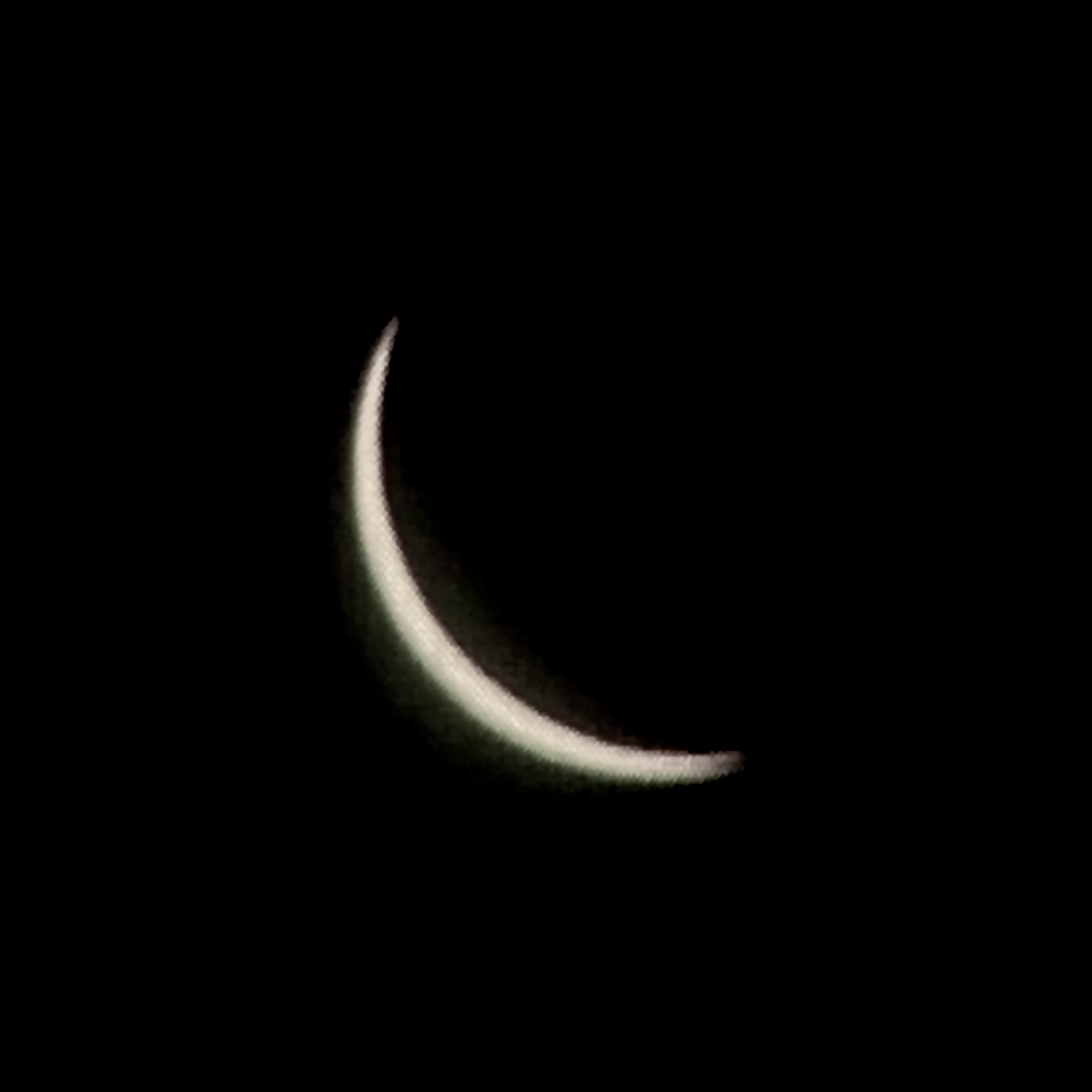
멕시코 산니콜라스데로스가르사에서 관측한 부분일식
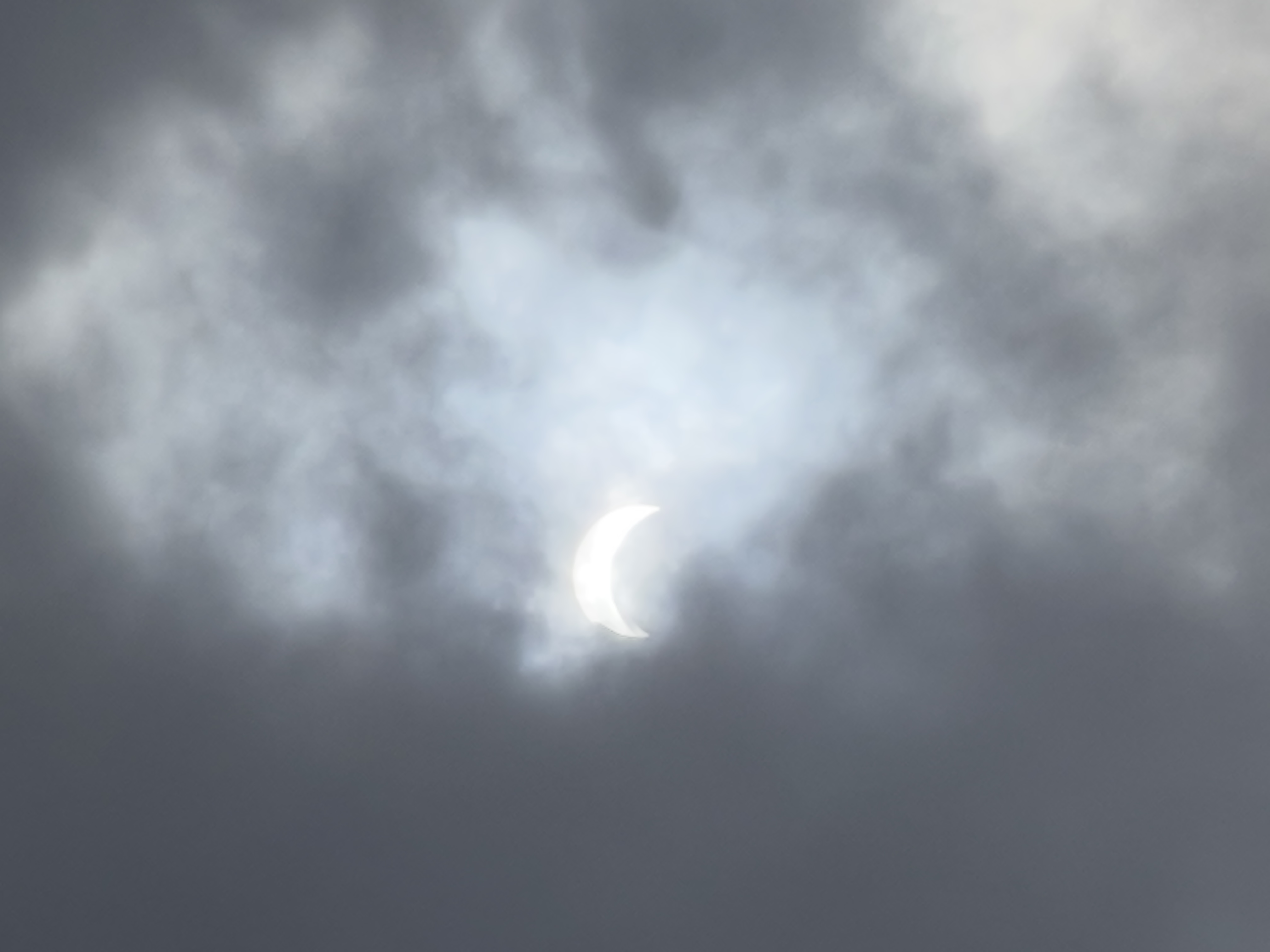
미국 루이지애나주 뉴올리언스에서 관측한 부분일식
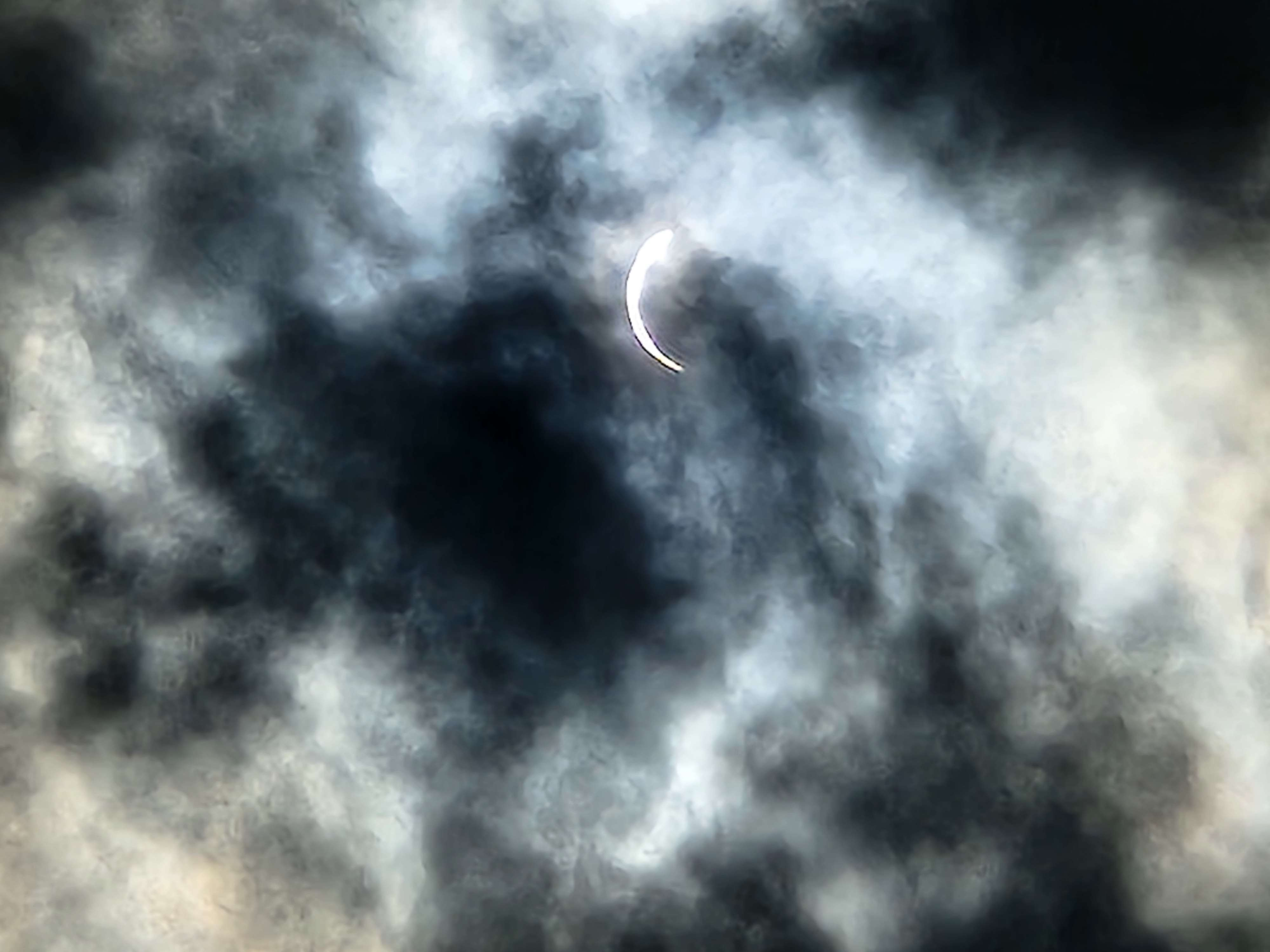
미국 펜실베이니아주 모노가헬라에서 관측한 부분일식

### 그림자

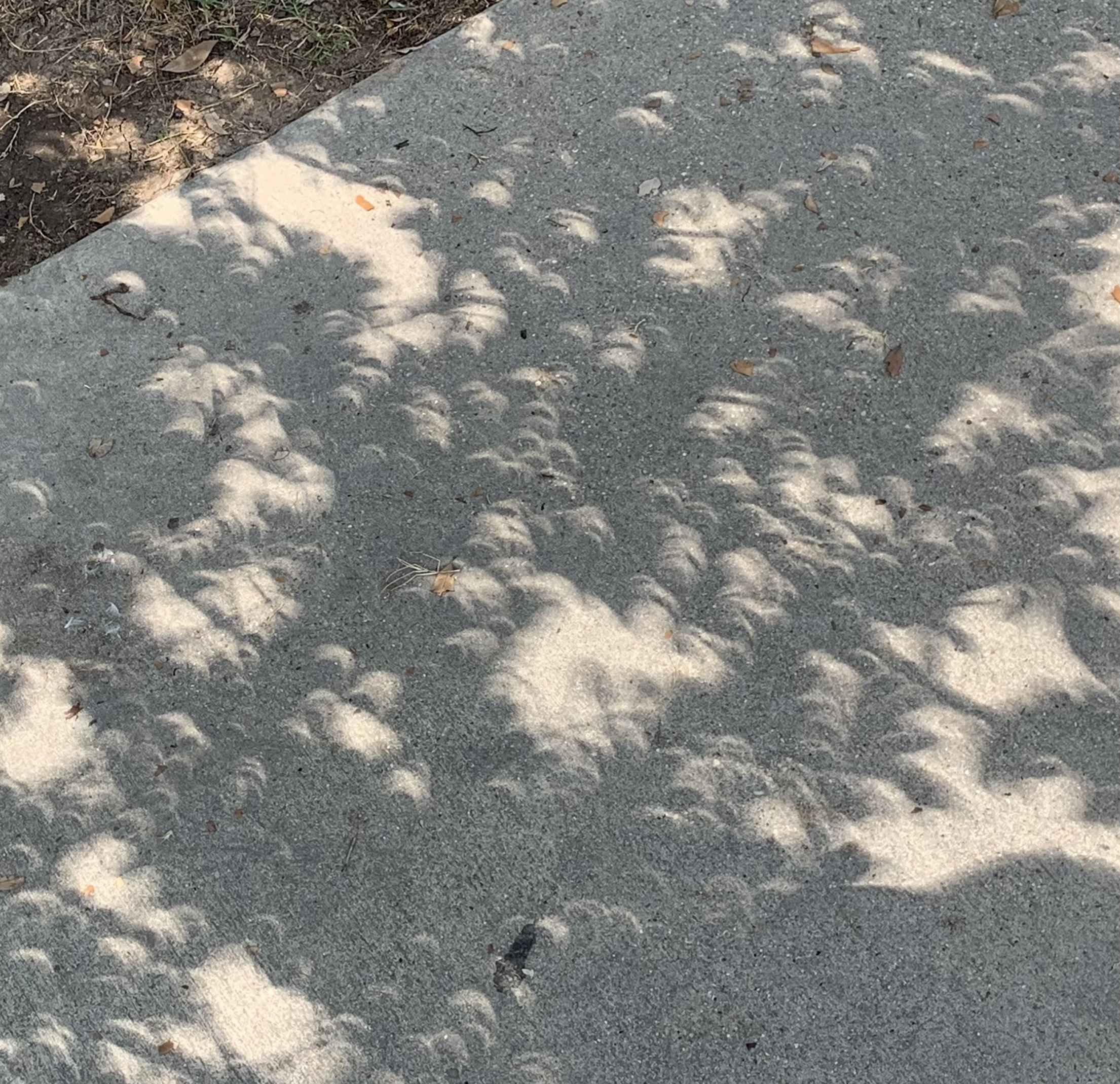
미국 텍사스주 칼리지스테이션에서 관측한 일식 그림자
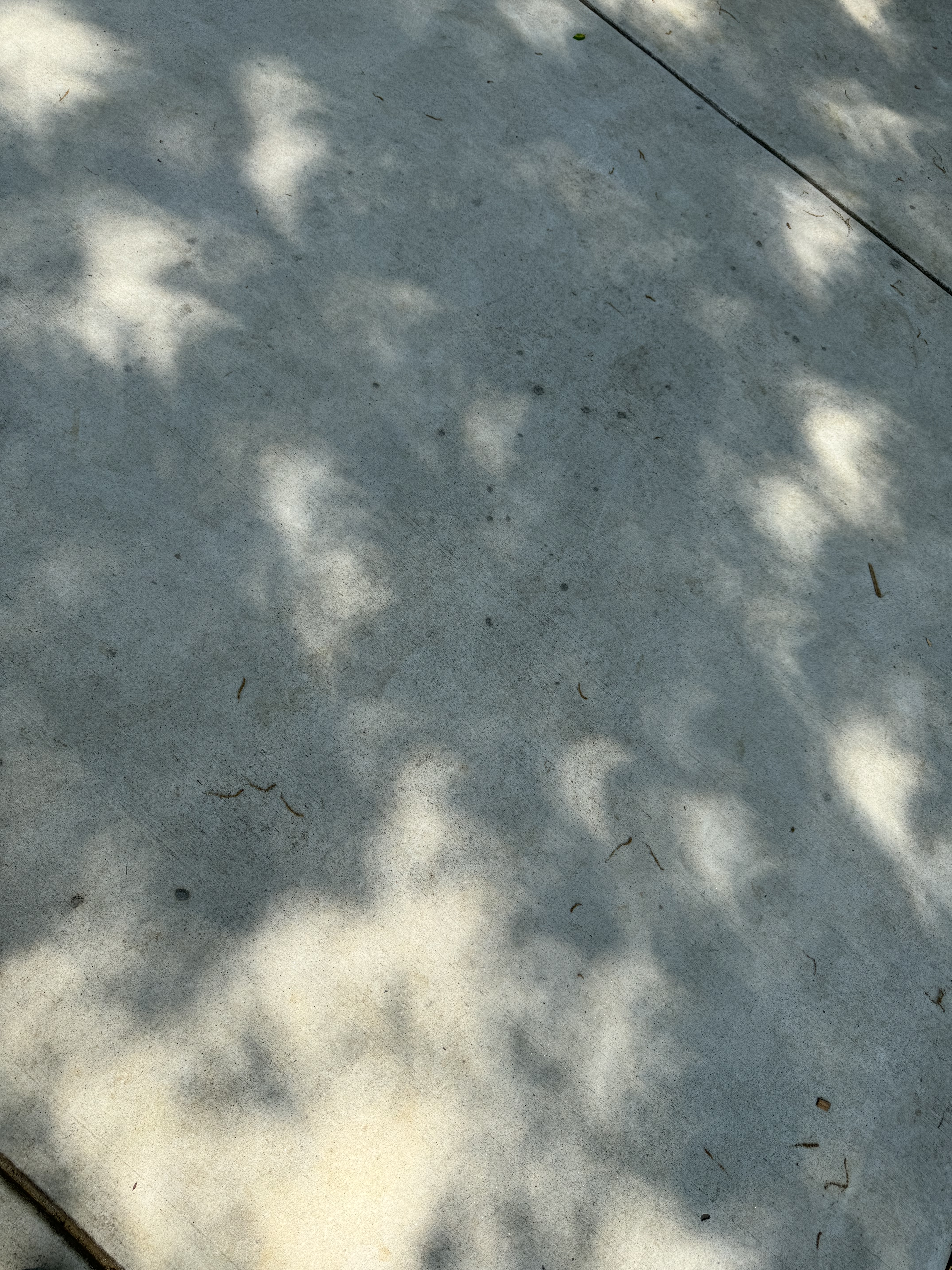
미국 조지아주 와인더에서 관측한 일식 그림자
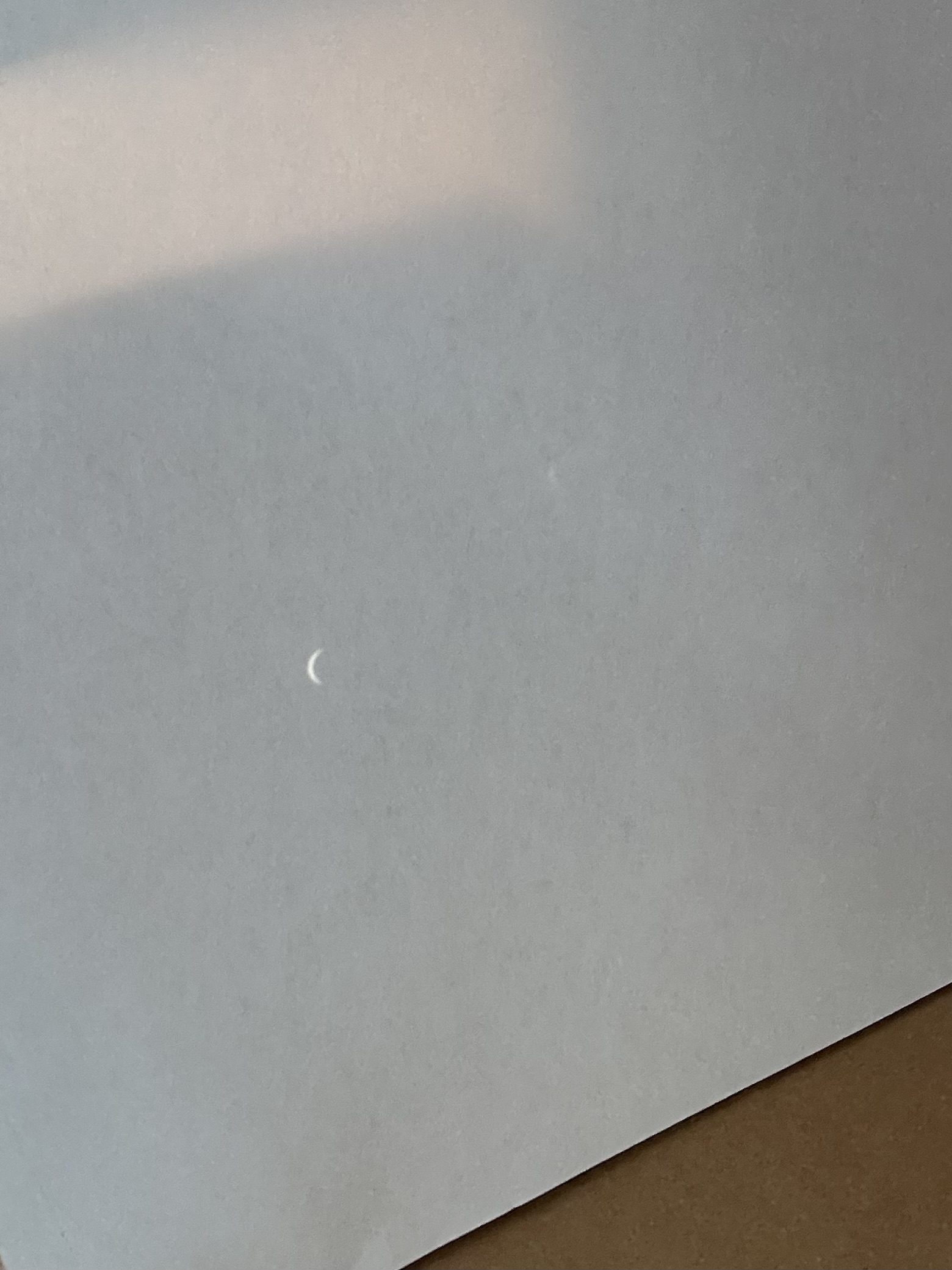
미국 텍사스주 댈러스에서 관측한 일식 그림자
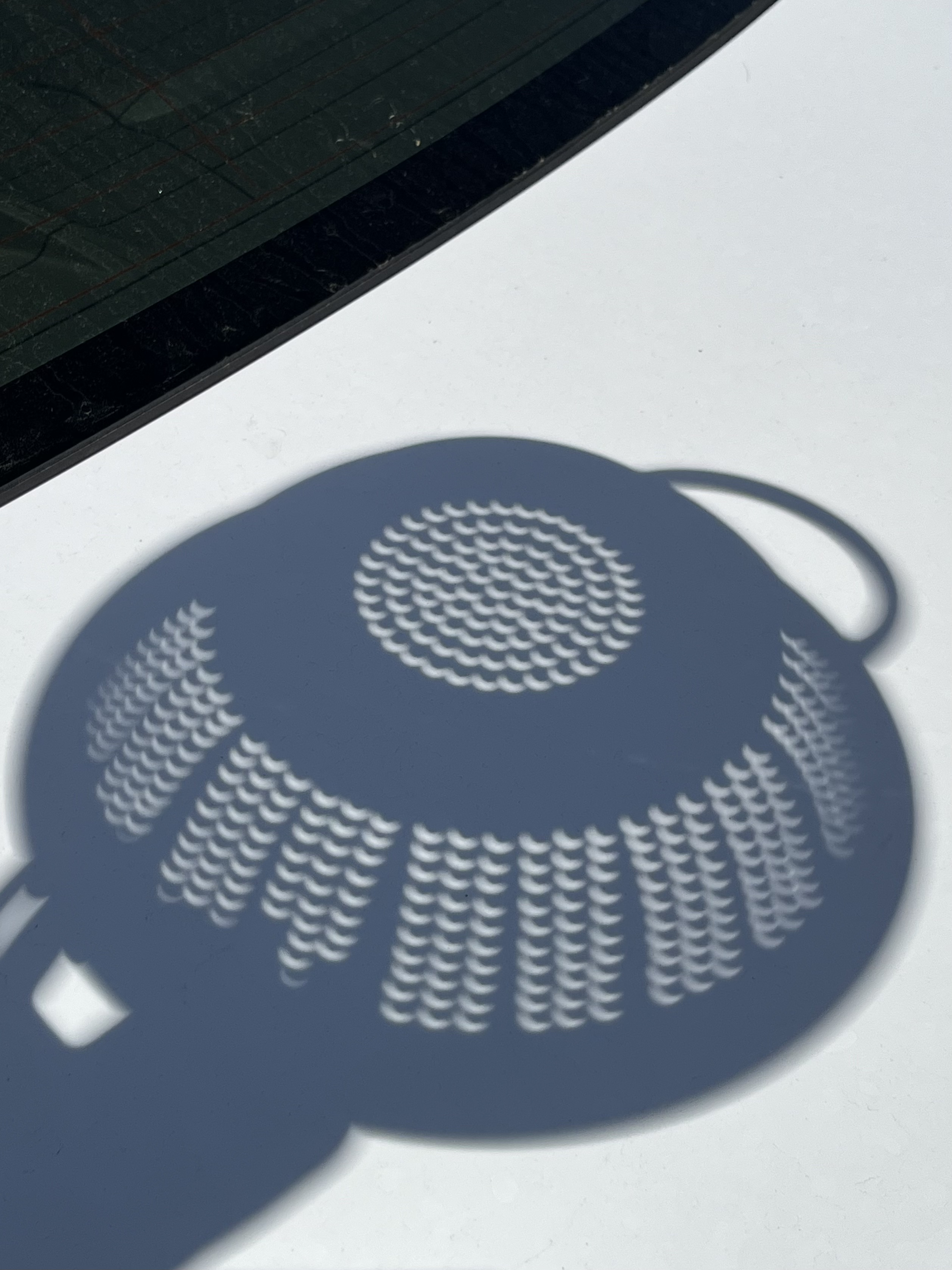
미국 아칸소주 커닝에서 관측한 일식 그림자
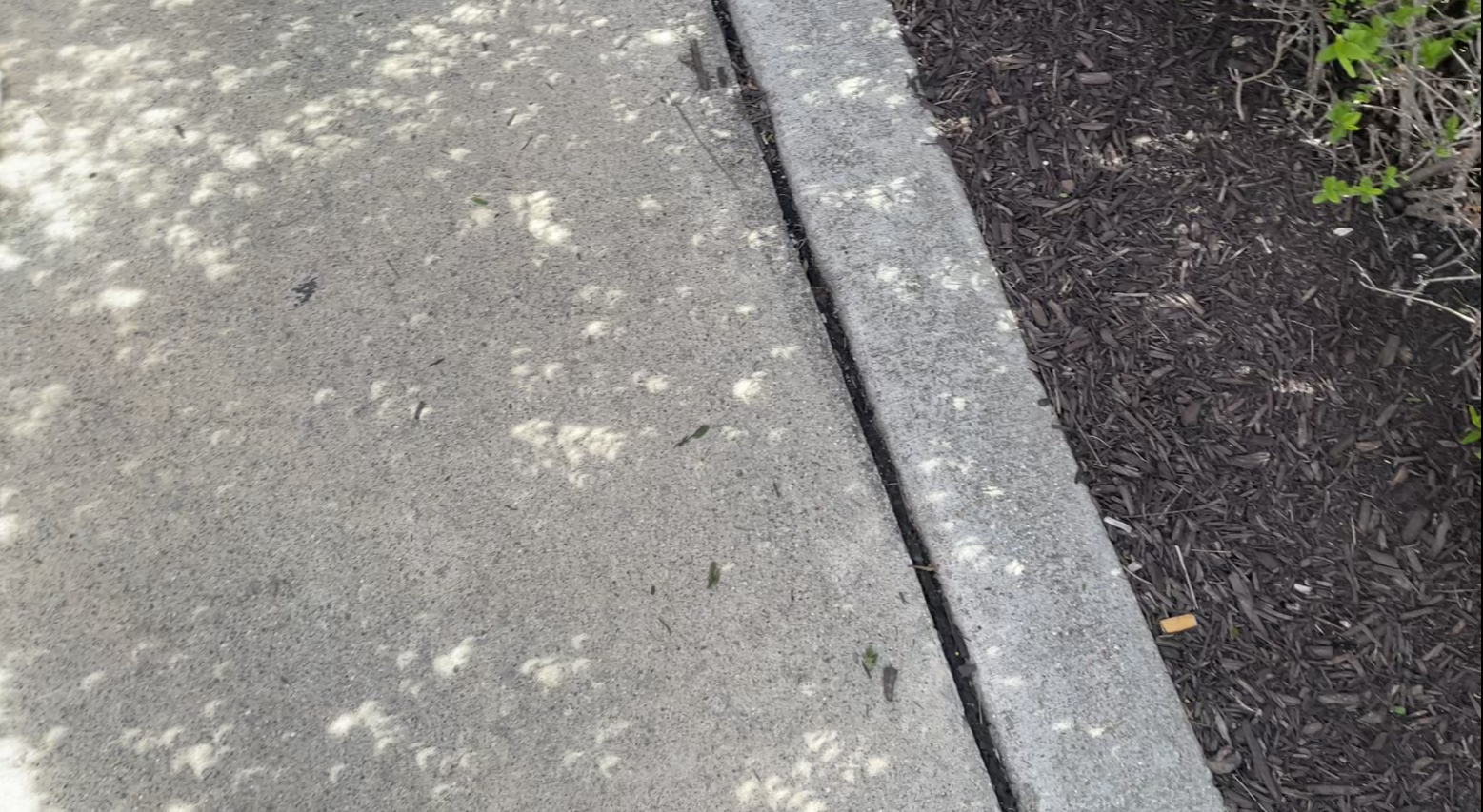
미국 인디애나주 인디애나폴리스에서 관측한 일식 그림자

### 기타

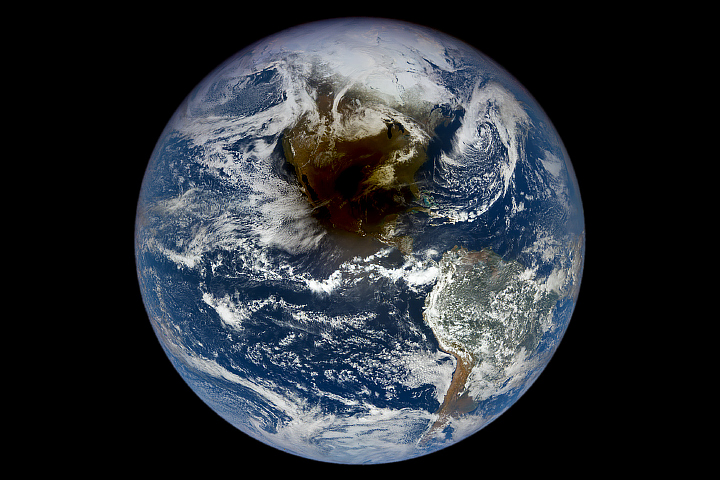
미국 NASA의 심우주 기후 관측 위성(DSCOVR)이 관측한 일식의 모습

## 같이 보기
- 21세기의 일식 목록